# 함무라비 법전
함무라비 법전( - 法典, 영어: Code of Hammurabi)은 기원전 1755년에서 1750년 사이에 만들어진 바빌론의 법률 문서이다. 이 법전은 고대 근동에서 가장 길고, 가장 잘 조직되었으며, 가장 잘 보존된 법률 문서이다. 아카드어의 구 바빌로니아 방언으로 기록되었으며, 바빌론 제1왕조의 여섯 번째 왕인 함무라비가 반포했다고 알려져 있다. 법전의 주요 사본은 높이 2.25m의 현무암 석비에 새겨져 있다.
이 석비는 1901년 현재의 이란 수사 유적지에서 재발견되었는데, 법전이 만들어진 지 600년 후에 약탈되어 그곳으로 옮겨졌다. 법전의 내용은 메소포타미아 서기관들에 의해 천년 이상 복사되고 연구되었다. 현재 이 석비는 루브르 박물관에 소장되어 있다.
석비의 상단에는 함무라비가 바빌론의 태양신이자 정의의 신인 샤마쉬 앞에 서 있는 부조가 새겨져 있다. 부조 아래에는 약 4,130줄의 쐐기 문자 텍스트가 있는데, 5분의 1은 서문과 종결문이 시적인 문체로 작성되어 있고, 나머지 5분의 4는 일반적으로 법률이라고 불리는 내용으로 이루어져 있다. 서문에서 함무라비는 "강자가 약자를 억압하는 것을 막기 위해" 신들로부터 통치권을 부여받았다고 주장한다. 법률은 "만약... 그러면"이라는 조건문으로 표현되는 개별 사례 중심적 법이다. 그 범위는 형법, 가족법, 물권법, 상법 등을 포함하여 광범위하다.
현대 학자들은 이 법전의 공정성과 법치주의에 대한 존중, 그리고 고바빌로니아 사회의 복잡성에 감탄하며 반응했다. 모세의 율법에 미친 영향에 대한 많은 논의도 있었다. 학자들은 두 법전 모음집에 깔려 있는 lex talionis("눈에는 눈" 원칙)을 빠르게 식별했다. 아시리아학자들 사이의 논쟁은 그 이후 법전의 목적, 기본 원칙, 언어, 그리고 이전 및 이후 법전 모음집과의 관계 등 여러 측면에 집중되었다.
이러안 문제들을 둘러싼 불확실성에도 불구하고, 함무라비는 아시리아학 외부에서 법 역사에 있어 중요한 인물로 간주되며, 이 문서는 진정한 법전으로 여겨진다. 미국 국회의사당에는 함무라비의 부조 초상화가 다른 역사적인 입법자들과 함께 전시되어 있다. 뉴욕의 유엔 본부와 베를린의 페르가몬 박물관을 비롯한 수많은 기관에는 석비의 복제품이 소장되어 있다.

## 배경

### 함무라비

함무라비 통치 전(빨간색)과 후(주황색)의 바빌론 영토

아모리족 바빌론 제1왕조의 여섯 번째 왕인 함무라비는 기원전 1792년부터 1750년까지 (중간 연대기) 통치했다. 그는 군사적 능력, 외교, 그리고 배신을 통해 메소포타미아 평야에 대한 바빌론의 지배력을 확보했다. 함무라비가 아버지 신무발리트의 왕위를 물려받았을 때, 바빌론은 지역적으로 큰 영향력이 없었다. 지역의 맹주는 라르사의 림-신이었다. 함무라비는 림-신이 늙을 때까지 기다렸다가, 한 번의 신속한 전역으로 그의 영토를 정복하고 기존의 조직을 그대로 유지했다. 나중에 함무라비는 에쉬눈나, 엘람, 마리의 동맹국들을 배신하여 그들의 영토를 차지했다.
함무라비는 공격적인 대외 정책을 펼쳤지만, 그의 서한들은 그가 많은 신민들의 복지에 관심을 가졌고 법과 정의에 흥미를 보였음을 시사한다. 그는 광범위한 건설 사업을 지시했으며, 그의 서한들에서 그는 자주 자신을 백성의 목자로 묘사한다. 정의 또한 법전 서문의 주제이며, "정의로 번역된 단어 [ešērum]는... 서문과 종결문 전반에 걸쳐 그 어근이 이어진다."

### 이전 법전 모음집
함무라비 법전은 메소포타미아 법전 중에서 처음으로 발견된 것은 맞지만, 최초로 작성된 것은 아니었다. 이보다 앞선 여러 법전 모음집이 현존한다. 이 법전들은 수메르어와 아카드어로 작성되었으며, 통치자들이 작성했다고 주장된다. 다른 통치자들의 진술로 미루어 보아 이러한 관습이 널리 퍼져 있었기 때문에, 훨씬 더 많은 법전 모음집이 존재했을 가능성이 높다. 이 법전 모음집들 간의 유사성은 일관된 기본 법률 체계를 가정하게끔 만든다. 그러나 함무라비 법전과 마찬가지로, 이 이전 법전들의 목적과 기본 법률 체계를 해석하기는 어렵기 때문에, 수많은 학자들이 이러한 시도가 적절한지에 대해 의문을 제기하게 되었다. 현존하는 법전 모음집은 다음과 같다.
- 우르의 우르남무 법전.
- 이신의 리피트-이쉬타르 법전.
- 에쉬눈나 법전 (빌랄라마 또는 다두샤가 작성).
- "X의 법"은 별개의 법전이 아니라, 우르남무 법전의 마지막 부분일 수도 있다.[12]

또한 고바빌로니아 시대 이전과 그 기간 동안의 법률 실무에서 나온 수천 건의 문서들이 존재한다. 이 문서들에는 계약서, 사법 판결문, 법률 사건에 대한 서한, 그리고 기원전 3천년 중반의 라가시 왕 우루카기나의 부패 척결 개혁과 같은 개혁 문서들이 포함된다. 메소포타미아는 유스티니아누스 법전 이전에 현존하는 법률 기록 중 가장 포괄적이며, 심지어 고대 그리스와 로마의 기록과 비교해도 그렇다.

## 사본

### 루브르 석비
발견된 텍스트의 첫 사본이자 여전히 가장 완전한 사본은 2.25m 높이의 석비에 새겨져 있다. 이 석비는 현재 루브르 박물관 리슐리외관 227호실 1층에 전시되어 있다. 상단에는 함무라비와 바빌론의 태양신이자 정의의 신인 샤마쉬의 이미지가 새겨져 있다. 이미지 아래에는 약 4,130줄의 쐐기 문자 텍스트가 있는데, 5분의 1은 서문과 종결문을 포함하고, 나머지 5분의 4는 일반적으로 법률이라고 불리는 내용을 담고 있다. 하단 근처에는 각 80줄 이상으로 이루어진 법률의 7개 기둥이 고대에 연마되어 지워졌다. 이 석비는 세 개의 큰 조각으로 발견되어 재조립되었다. 높이는 225cm이고, 둘레는 정상에서 165cm, 바닥에서 190cm이다. 함무라비의 이미지는 높이 65cm, 너비 60cm이다.
루브르 석비는 고대 엘람 도시 수사 유적지에서 발견되었다. 수사는 현재 이란 후제스탄주에 위치해 있다(발굴 당시에는 페르시아). 이 석비는 자크 드 모르강의 지휘 아래 프랑스 고고학 탐사대에 의해 발굴되었다. 장-뱅상 셰일 신부는 페르시아 파견단의 보고서(프랑스어: Mémoires de la Délégation en Perse) 제4권에 초기 보고서를 발표했다. 셰일에 따르면, 석비의 조각들은 1901년 12월부터 1902년 1월 사이에 수사 아크로폴리스의 텔(프랑스어: l'Acropole de Suse)에서 발견되었다. 몇 개의 큰 조각들 덕분에 조립이 쉬웠다.
셰일은 석비가 엘람 왕 슈트루크-나훈테에 의해 수사로 가져와졌고, 그가 자신의 전설을 새기기 위해 법률의 몇몇 열을 지우도록 명령했다고 가정했다. 석비의 부조 부분, 특히 함무라비와 샤마쉬의 수염도 동시에 재작업되었을 가능성이 제기되었다. 로스는 이 석비가 함무라비가 통치 말기에 살았던 시파르에서 약탈품으로 가져왔다고 제안한다.

### 다른 사본
코드의 두 번째, 그리고 아마 세 번째 석비 파편이 루브르 석비와 함께 수사에서 발견되었다. 법률을 담고 있는 50개 이상의 필사본이 알려져 있다. 이 필사본들은 수사뿐만 아니라 바빌론, 니네베, 아수르, 보르십파, 니푸르, 시파르, 우르, 라르사 등에서도 발견되었다. 사본들은 함무라비 통치 기간뿐만 아니라 그 이후에도 만들어졌는데, 이 텍스트가 서기관 교육 과정의 일부가 되었기 때문이다. 석비가 만들어진 지 천 년 후의 것으로 추정되는 사본들도 발견되었으며, 신아시리아 제국의 왕 아슈르바니팔(도서관)(기원전 685-631년)의 목록에는 "함무라비의 심판" 사본이 기재되어 있다. 추가 사본들은 지워진 부분을 포함하여 석비의 원본 텍스트 대부분을 채워준다.

## 초기 학문

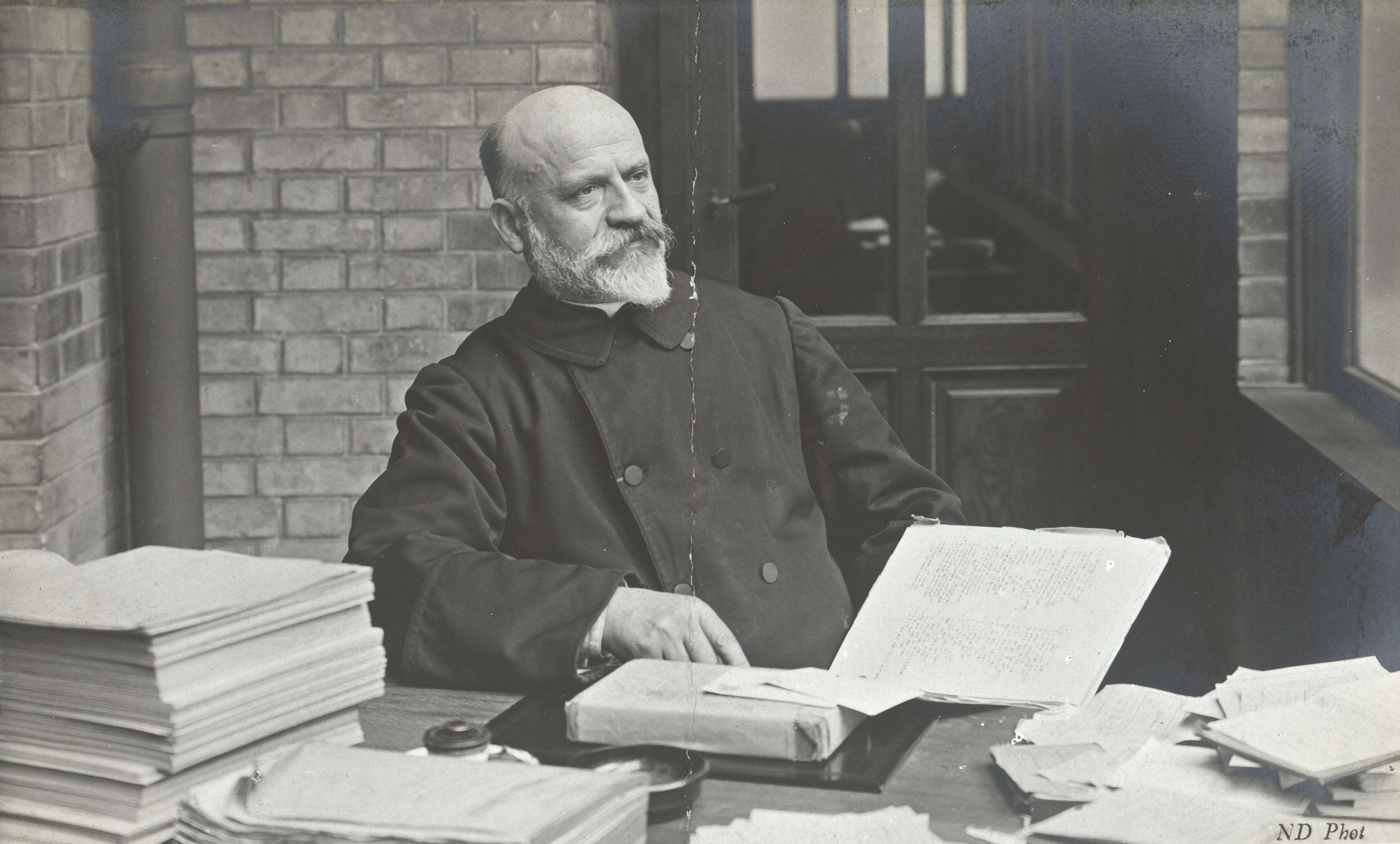
코드의 첫 현대 편집자 장-뱅상 셰일 신부

법전의 editio princeps는 장-뱅상 셰일 신부가 1902년에 페르시아 파견단의 보고서(프랑스어: Mémoires de la Délégation en Perse) 제4권에 출판했다. 발굴 세부 사항에 대한 짧은 서문 후, 셰일은 전사본과 프랑스어 자유 번역본을 제공했으며, 이미지도 선별하여 실었다. 다른 언어 번역본들도 곧 이어 나왔는데, 1902년 후고 빈클러의 독일어 번역본, 1903년 C. H. W. 존스의 영어 번역본, 그리고 역시 1903년 피에트로 본판테의 이탈리아어 번역본이다.
이 법전은 1902년 재발견 당시 가장 오래된 메소포타미아 법전으로 여겨졌다. 예를 들어, C. H. W. 존스의 1903년 책 제목은 "세계에서 가장 오래된 법전"이었다. 영국 작가 H. G. 웰스는 자신의 역사 개요 첫 권에 함무라비를 포함시켰으며, 웰스에게도 이 법전은 "가장 오래된 알려진 법전"이었다. 그러나 이후 세 개의 더 오래된 법전이 재발견되었다: 1947년 리피트-이쉬타르 법전, 1948년 에쉬눈나 법전, 1952년 우르남무 법전이다. 초기 주석가들은 함무라비와 석비를 기원전 23세기로 추정했다. 그러나 이는 "극장기 연대기"조차도 지지하지 않는 초기 추정치이다. 이 법전은 함무라비 통치 말기쯤에 편찬되었다. 이는 부분적으로 서문에 나오는 그의 업적 목록을 통해 추론되었다.
셰일은 이 석비의 중요성과 인지된 공정성에 대해 열광하며, 이를 "도덕적, 정치적 걸작"이라고 불렀다. C. H. W. 존스는 이를 "인류 역사상 가장 중요한 기념물 중 하나"라고 불렀다. 그는 "많은 인도주의적 조항이 있으며 약하고 무력한 사람들에게 많은 보호가 제공된다"고 언급했으며, 심지어 "놀라운 정신의 현대성"을 칭송하기도 했다. 존 다인리 프린스는 이 법전의 재발견을 "롤린슨과 레이어드 시대 이후 아시리아학 발전에 있어 가장 중요한 사건"이라고 불렀다. 찰스 프랜시스 혼은 "현명한 입법자"와 그의 "유명한 법전"을 칭찬했다. 제임스 헨리 브레스티드는 이 법전의 "과부, 고아, 가난한 자에 대한 정의"를 언급했지만, "또한 오래되고 순진한 정의 개념을 많이 유지하고 있다"고 지적했다. 주석가들은 법전이 보여주는 진보된 사회를 칭찬했다. 일부는 인지된 세속주의를 특별히 언급했는데, 예를 들어 오언 젠킨스뿐만 아니라 가톨릭 백과사전의 찰스 수베이조차도 모세의 율법과는 달리 이 법전이 "이성의 명령에 기반을 두고 있다"고 주장했다. 이 법전이 모세의 율법에 미친 영향에 대한 질문은 초기에 많은 관심을 받았다. 학자들은 또한 함무라비를 성경 인물 암라펠과 동일시했지만, 이 제안은 이후 폐기되었다.

## 구조

### 부조

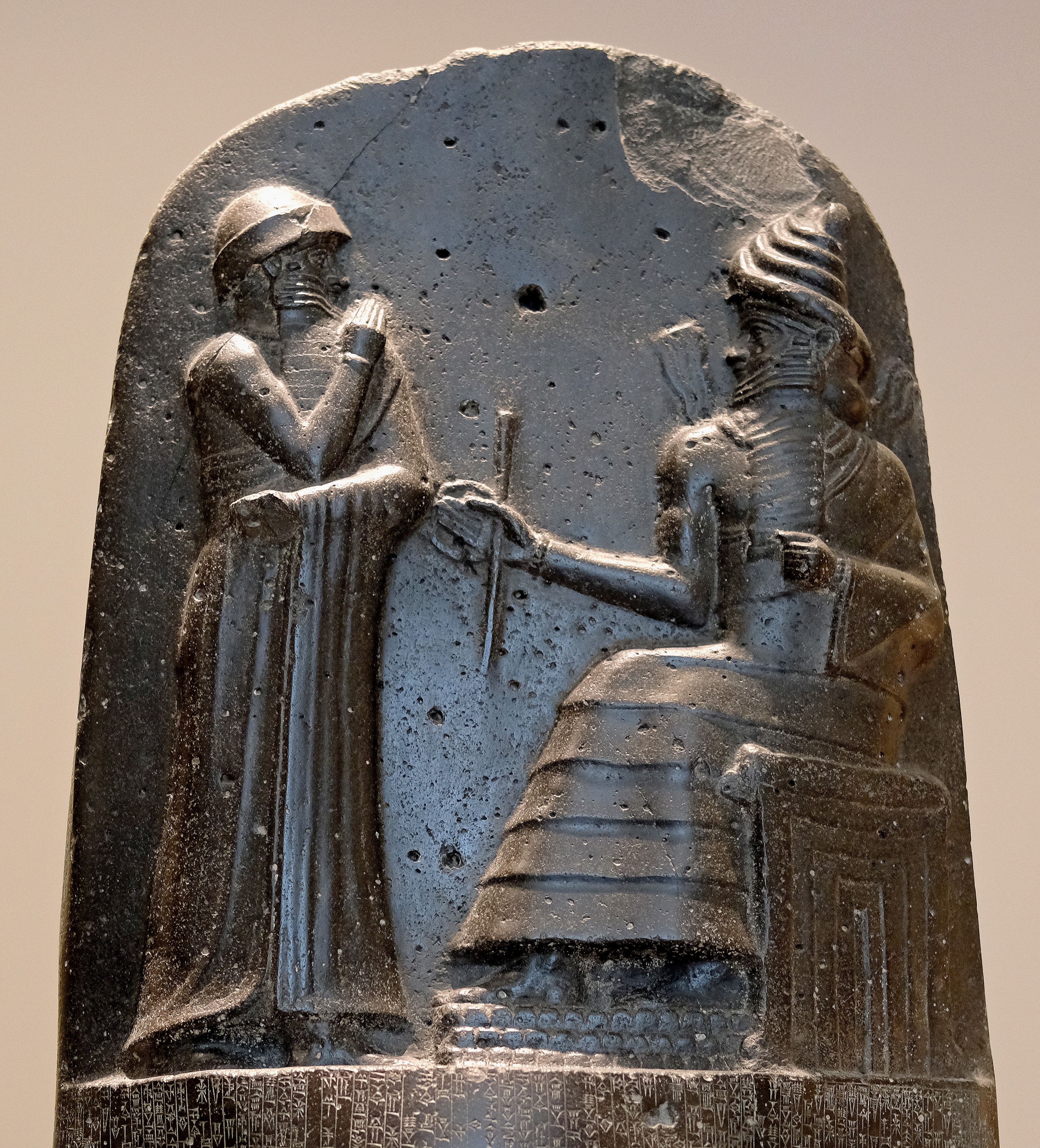
루브르 박물관 석비의 부조

부조는 함무라비가 앉아 있는 샤마쉬 앞에 서 있는 모습을 보여주는 것으로 보인다. 샤마쉬는 신성의 뿔 달린 왕관을 쓰고 있으며, 어깨에서 불꽃이 솟아나는 태양의 속성을 지닌다. 대조적으로, 셰일은 자신의 editio princeps에서 앉아 있는 인물을 함무라비로, 서 있는 인물을 샤마쉬로 식별했다. 셰일은 또한 이 장면이 샤마쉬가 함무라비에게 명령하고 함무라비는 서기관의 첨필을 들고 신을 주의 깊게 바라보는 모습을 보여준다고 주장했다. 마사 로스는 다른 해석들을 나열한다: "왕이 신에게 법을 바치는 것; 왕이 권위의 상징인 지팡이와 고리를 받아들이거나 바치는 것; 또는 – 가장 가능성 높게 – 이 상징들이 신전 건축에 사용된 지팡이 자와 밧줄 자와 같은 측정 도구라는 것." 함무라비는 심지어 샤마쉬를 모방하고 있을 수도 있다. 그러나 함무라비가 신성한 영역과 밀접한 관계를 맺고 있음을 보여주는 것은 확실하며, 이는 구도와 도상학을 통해 표현되었다.

### 서문
서문과 종결문은 전체 텍스트의 5분의 1을 차지한다. 약 4,130줄 중 서문은 300줄, 종결문은 500줄을 차지한다. 이들은 법률을 중심으로 환상 구조를 이루지만, 법률과의 시각적인 구분은 없다. 둘 다 시적인 문체로 쓰여 있으며, 윌리엄 W. 데이비스가 썼듯이, "매우 허풍처럼 들리는 부분이 많다."
300줄의 서문은 함무라비 왕권의 원인학으로 시작한다(1-49행). 바빌론의 하늘의 신이자 주신인 아누는 인간에 대한 통치권을 마르둑에게 부여했다. 마르둑은 자신의 지상 권력의 중심지로 바빌론을 선택했는데, 현실 세계에서 바빌론은 마르둑을 수호신으로 숭배했다. 마르둑은 바빌론 내에 왕권 제도를 확립했다. 마침내, 아누는 바빌론의 바람의 신 엔릴과 함께 함무라비를 바빌론의 왕으로 선택했다. 함무라비는 "강자가 약자를 억압하는 것을 막기 위해" 통치해야 했다(37-39행: dannum enšam ana lā ḫabālim). 그는 메소포타미아인들(ṣalmāt qaqqadim, 문자적으로 "검은 머리 사람들") 위에 샤마쉬처럼 떠올라 땅을 비춰야 했다(40-44행).
함무라비는 자신의 업적과 미덕을 나열한다(50-291행). 이들은 아카드어 1인칭 단수 명사문 구성 "[명사]... anāku"("나는 [명사]이다")로 명사 형태로 표현된다. 첫 번째 명사문(50-53행)은 짧다: "나는 엔릴 신이 선택한 목자 함무라비이다"(ḫammurabi rē'ûm nibīt enlil anāku). 그리고 함무라비는 anāku가 끝까지 미루어진(291행) 하나의 명사문으로 200줄 이상을 계속한다.
함무라비는 자신을 반복해서 na'dum, 즉 "경건한 자"라고 칭한다(61, 149, 241, 272행). 함무라비가 백성의 목자라는 비유도 반복된다. 이는 고대 근동 왕들에게 흔한 비유였지만, 함무라비가 백성들의 일에 관심을 가졌다는 점을 고려하면 정당화될 수 있다. 그의 많은 신들과의 친밀성이 내내 강조된다. 그는 신전을 복원하고 유지하는 데 충실하며 전장에서 비할 데 없는 존재로 묘사된다. 그의 업적 목록은 이 텍스트가 함무라비 통치 말기에 작성되었음을 확립하는 데 도움이 되었다. 목록 이후, 함무라비는 마르둑의 요청에 따라 백성을 위해 "진리와 정의"(kittam u mīšaram)를 확립했음을 설명하지만(292-302행), 서문은 법률을 직접적으로 언급하지는 않는다. 서문은 "그때:"(303행: inūmišu)로 끝나고 법률이 시작된다.

### 종결문

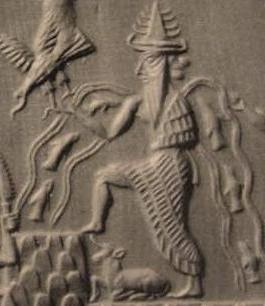
기원전 2300년경의 원통 인장에 묘사된 지혜의 신 에아/엔키, 함무라비는 자신의 석비를 훼손하는 자를 혼란에 빠뜨리도록 그에게 간청한다.

서문과 달리 500줄의 종결문은 법률과 명시적으로 관련되어 있다. 종결문은 다음과 같이 시작한다(3144'–3151'): "이것들은 함무라비가... 제정한 정의로운 결정들이다"(dīnāt mīšarim ša ḫammurabi... ukinnu-ma). 그는 자신의 법률과 관대함을 찬양한다(3152'–3239'). 그는 이어서 "소송을 가진 억울한 자"(awīlum ḫablum ša awātam iraššû)가 석비의 법률을 소리 내어 읽고 자신의 권리를 알기를 희망한다(3240'–3256'). 이는 함무라비에게 찬사(3257'–3275')와 신의 은총(3276'–3295')을 가져다줄 것이다. 함무라비는 자신의 선언을 따르고 석비를 존중하는 모든 통치자에게 행운이 있기를 기원한다(3296'–3359'). 그러나 그는 자신의 선언을 불순종하거나 지우는 모든 자에게 신의 진노를 부른다(3360'–3641', 텍스트의 끝).
종결문은 많은 법적 이미지를 포함하며, "강자가 약자를 억압하는 것을 막기 위해"(dannum enšam ana lā ḫabālim)라는 구절(3202'–3203')은 서문에서 재사용되었다. 그러나 왕의 주된 관심사는 자신의 업적이 잊히지 않고 이름이 더럽혀지지 않도록 하는 것으로 보인다. 미래의 훼손자에게 퍼붓는 저주 목록은 281줄로 매우 강력하다. 일부 저주는 매우 생생하다: "신이 그에게 죽음보다 나을 것 없는 삶을 명하도록 하라"(3486'–3508': sîn... balāṭam ša itti mūtim šitannu ana šīmtim lišīmšum); "그[미래의 훼손자]가 통치하는 모든 날, 달, 해를 신음과 애통으로 끝내도록 하라"(3497'–3501': ūmī warḫī šanāt palēšu ina tānēḫim u dimmatim lišaqti); 그가 "물처럼 생명력이 쏟아지는 것"을 경험하도록 하라"(3435'–3436': tabāk napištišu kīma mê). 함무라비는 다양한 신들에게 각자의 특별한 속성을 훼손자에게 돌리도록 개별적으로 간청한다. 예를 들어: "아다드신이... 그에게 하늘의 비와 샘의 홍수의 혜택을 빼앗도록 하라"(3509'–3515': adad... zunnī ina šamê mīlam ina nagbim līṭeršu); "지혜의 신 에아가... 그에게 모든 이해력과 지혜를 빼앗고, 그를 혼란으로 이끌도록 하라"(3440'–3451': ea... uznam u nēmeqam līṭeršu-ma ina mīšītim littarrūšu). 신들과 여신들은 이 순서로 호출된다:
1. 아누 (3387'–3394')
2. 엔릴 (3395'–3422')
3. 닌릴 (3423'–3439')
4. 에아 (3440'–3458')
5. 샤마쉬 (3459'–3485')
6. 신 (3486'–3508')
7. 아다드 (3509'–3525')
8. 자바바 (3526'–3536')
9. 이슈타르 (3537'–3573')
10. 네르갈 (3574'–3589')
11. 닌투 (3590'–3599')
12. 닌카라크 (3600'–3619')
13. 모든 신들 (3620'–3635')
14. 엔릴, 두 번째 (3636'–3641')

## 법률
함무라비 법전은 고대 근동에서 가장 길고 잘 조직된 법률 문서이며, 가장 잘 보존되어 있다. 아래 분류(1–3열)는 드라이버 & 마일스의 분류이며, 몇 가지 수정이 가해졌고, 로스의 번역이 사용되었다. 문자로 표현된 법률은 루브르 석비 이외의 문서들에서 주로 재구성된 것들이다.
| 법률 분야             | 법률    | 특정 조항 | 사례 (영어) | 사례 (아카드어) |
| --------------------- | ------- | --- | --- | --- |
| 법률 집행에 대한 범죄 | 1–5     | - 거짓 고발 (1–2) - 거짓 증언 (3–4) - 판결 위조 (5) | 어떤 사람이 다른 사람을 고소하여 살인죄를 씌웠으나 증명할 수 없다면, 고소한 자는 죽임을 당할 것이다. (1) | šumma awīlum awīlam ubbir-ma nērtam elišu iddi-ma lā uktīnšu mubbiršu iddâk (1) |
| 재산 관련 범죄        | 6–25    | - 훔치기 및 장물 취득 (6–13) - 납치 (14) - 도주 노예 은닉 (15–20) - 주거침입 (21) - 강도 (22–24) - 불타는 집 약탈 (25) | 어떤 사람이 집에 침입했다면, 그들은 그를 죽여 그 침입한 구멍 앞에서 그를 매달아야 한다. (21) | šumma awīlum bītam ipluš ina pāni pilšim šuāti idukkūšu-ma iḫallalūšu (21) |
| 토지 및 주택          | 26–k    | - 봉읍의 토지 보유 (26–41) - 농부의 의무 (42–48) - 농부의 빚 (49–52) - 관개 위반 (53–56) - 소 침입 (57–58) - 나무 베기 (59) - 야자수 과수원 관리 (60–a) - 주택 관련 범죄 (b–k) | 어떤 사람이 빚을 지고 있는데, 아다드 신이 그의 밭을 황폐하게 하거나 홍수가 작물을 휩쓸어 가거나, 물 부족으로 밭에 곡물이 자라지 않는다면—그 해에는 채권자에게 곡물을 갚지 않을 것이다. 그는 계약 이행을 중단하고 ["점토판을 적시다"는 문자적 의미] 그 해의 이자를 지불하지 않을 것이다. (48) | šumma awīlum ḫubullum elišu ibašši-ma eqelšu adad irtaḫiṣ u lū bibbulum itbal u lū ina lā mê še'um ina eqlim lā ittabši ina šattim šuāti še'am ana bēl ḫubullišu ul utār ṭuppašu uraṭṭab u ṣibtam ša šattim šuāti ul inaddin (48) |
| 상업                  | l–126   | - 대출 및 무역 (l–107) - 주점 운영 (108–111) - 택배 기사의 사기 (112) - 채무로 인한 강제집행 및 인질 (113–119) - 안전 보관 또는 예금 (120–126) | 상인이 투자 사업을 위해 무역 대리인에게 은을 주었는데, 그 [무역 대리인]이 여행 중 손실을 입었다면, 그는 원금에 해당하는 은을 상인에게 반환해야 한다. (102) | šumma tamkārum ana šamallim kaspam ana tadmiqtim ittadin-ma ašar illiku bitiqtam ītamar qaqqad kaspim ana tamkārim utār (102) |
| 결혼, 가족, 재산      | 127–194 | - ugbabtum-여사제 또는 기혼 여성에 대한 명예훼손 (127) - "기혼 여성"의 정의 (128) - 간통 (129–132) - 남편 부재 시 재혼 (133–136) - 이혼 (137–143) - nadītum-여성과의 결혼 (144–147) - 병든 아내의 부양 (148–149) - 남편이 아내에게 주는 선물 (150) - 배우자의 채무 책임 (151–152) - 남편 살해 (153) - 근친상간 (154–158) - 미완성 결혼 (159–161) - 아내 사망 후 결혼 선물 상속 (162–164) - 아들에게 생전 선물 (165) - 아들들 간의 상속 (166–167) - 아들 제명 (168–169) - 혼외자 적출 (170) - 과부의 재산 (171–174) - awīlum-계급 여성이 노예와 결혼 (175–176) - 과부의 재혼 (177) - 성직 여성 (178–184) - 영아 입양 및 양육 (185–194) | 어떤 사람이 갓 태어난 아이를 입양하여 [문자적으로 "물속에서"] 키웠다면, 그 아이는 되돌려지지 않을 것이다. (185) | šumma awīlum ṣeḫram ina mêšu ana mārūtim ilqe-ma urtabbīšu tarbītum šī ul ibbaqqar (185) |
| 폭행                  | 195–214 | - 아버지에 대한 폭행 (195) - awīlum-계급 남성에 대한 폭행 (196–208) - 유산을 유발하는 폭행 (209–214) | [awīlum]이 다른 [awīlum]의 눈을 멀게 하면, 그들의 눈을 멀게 할 것이다. (196) | šumma awīlum īn mār awīlim uḫtappid īnšu uḫappadū (196) |
| 전문직                | 215–240 | - 외과의사 (215–223) - 수의사 (224–225) - 낙인 찍는 자 (226–227) - 건축가 (228–233) - 조선공 및 뱃사공 (234–240) | 건축가가 어떤 사람을 위해 집을 지었지만, 벽이 휘어질 정도로 사양에 맞지 않게 지었다면, 그 건축가는 자신의 은으로 그 벽을 튼튼하게 만들어야 한다. (233) | šumma itinnum bītam ana awīlim īpuš-ma šipiršu lā ušteṣbi-ma igārum iqtūp itinnum šū ina kasap ramānišu igāram šuāti udannan (233)                                                                                                |
| 농업                  | 241–273 | - 소 (241–252) - 세입자의 사료 도둑질 (253–256) - 농업 노동자 고용 (257–258) - 농기구 도둑질 (259–260) - 목자 고용 (261) - 목자의 의무 (262–267) - 가축 및 수레 고용 (268–272) - 계절 노동자 고용 (273) | 소가 길을 지나가다가 사람을 들이받아 죽게 했다면, 법적 청구의 근거는 없다. (250) | šumma alpum sūqam ina alākišu awīlam ikkip-ma uštamīt dīnum šū rugummâm ul išu (250) |
| 고용 요율             | 274–277 | - 장인의 임금 (274) - 배 대여 (275–277) | 어떤 사람이 60-[kur] 용량의 배를 빌린다면, 그는 하루에 은 6분의 1 [세켈]을 대여료로 지불해야 한다. (277) | šumma awīlum elep šūšim īgur ina ūmim ištēn šuduš kaspam idīša inaddin (277) |
| 노예                  | 278–282 | - 노예 판매 보증 (278–279) - 해외 노예 구매 (280–281) - 주인 부정 (282) | 노예가 주인에게 "당신은 나의 주인이 아니다"라고 선언한다면, 그 [주인]은 그가 실제로 자신의 노예임을 고발하고 증명해야 하며, 그의 주인은 그의 귀를 잘라야 한다. (281) | šumma wardum ana bēlišu ul bēlī atta iqtabi kīma warassu ukānšu-ma bēlšu uzunšu inakkis (282) |

## 목적
법전의 목적과 법적 권위는 20세기 중반부터 논쟁의 대상이 되어 왔다. 제안된 학설은 크게 세가지다. 첫째는 법전이나 법령 집합체로서의 입법이라는 이론이고, 둘째는 과거 사건 및 판결 기록을 담고 있는 일종의 법률 보고라는 이론이고, 셋째는 법학에 대한 추상적인 작업이라는 이론이다. 법학 이론은 아시리아학 내에서 많은 지지를 얻고 있다.

### 입법
"코드"라는 용어는 이 문서가 입법으로 시행될 의도였음을 전제로 한다. 이 용어는 셰일이 자신의 editio princeps에서 사용했으며, 그 이후 널리 채택되었다. 이 문서에 대한 가장 다작의 초기 주석가 중 한 명인 C. H. W. 존스는 "코드는 그 이름에 합당하다"고 선언했다. 최근 아시리아학자들은 이 용어를 아무런 언급 없이 사용했으며, 아시리아학 외부 학자들도 마찬가지이다. 그러나 이 텍스트가 강제적인 입법으로 의도된 경우에만 진정으로 법전이라 불릴 수 있고, 그 조항들은 법률이라 불릴 수 있다.
이 문서는 처음 보면 유스티니아누스 법전이나 프랑스 민법전과 유사한 매우 잘 조직된 법전처럼 보인다. 또한 함무라비 법전에서 때때로 개별 "법률"을 의미하는 dīnātum이 시행되었다는 증거도 있다. 법전의 한 사본은 이를 일종의 강제적인 입법을 의미하는 ṣimdat šarrim, 즉 "왕실 법령"이라고 부른다.
그러나 이 견해에 반대하는 주장은 강력하다. 첫째, 이것은 매우 특이한 법전이 될 것이다. 르우벤 야론은 "코드"라는 명칭을 "지속적인 오명"이라고 불렀다. 사회와 상업의 중요한 영역이 누락되어 있다. 예를 들어, 마르크 반 데 미에룹은 이 법전이 "소와 농경지를 다루지만, 바빌로니아 경제에 필수적인 목자들의 일은 거의 전적으로 무시한다"고 지적한다. 그 다음으로, 입법 이론에 대해 더 일반적으로 말하자면, 염소를 이용한 탈곡과 같이 터무니없이 불가능한 상황이 다루어진다(법률 270). 염소는 이 작업에 너무 길들여지지 않은 동물이다. 또한 법률은 엄격하게 개별 사례 중심적 법이다("만약... 그러면"). 모세의 율법과는 달리, 단정적인 법률(일반적인 명령)은 없다. 이들은 더 명확하게 규범적인 입법을 시사할 것이다. 그러나 입법 이론에 대한 가장 강력한 주장은 대부분의 판사들이 이 법전에 전혀 관심을 기울이지 않았다는 점이다. 이러한 비판은 1950년 벤노 란츠베르거에게서 시작되었다. 메소포타미아 법률 문서 중 이 법전이나 다른 법률 집합체를 명시적으로 언급하는 문서는 없다. 방대한 문서 자료에도 불구하고 말이다. "석비"(narû)에 대한 규정을 언급하는 두 가지 사례가 가장 가깝다. 대조적으로, 수많은 판결은 왕실의 mīšarum 명령을 인용한다. 레이먼드 웨스트브룩은 이것이 고대 근동 법적 "법전"이 법적 중요성을 가졌다는 묵증을 강화한다고 주장했다. 더욱이, 많은 고바빌로니아 판결은 이 법전의 규정과 전적으로 상반된다.

### 법률 보고

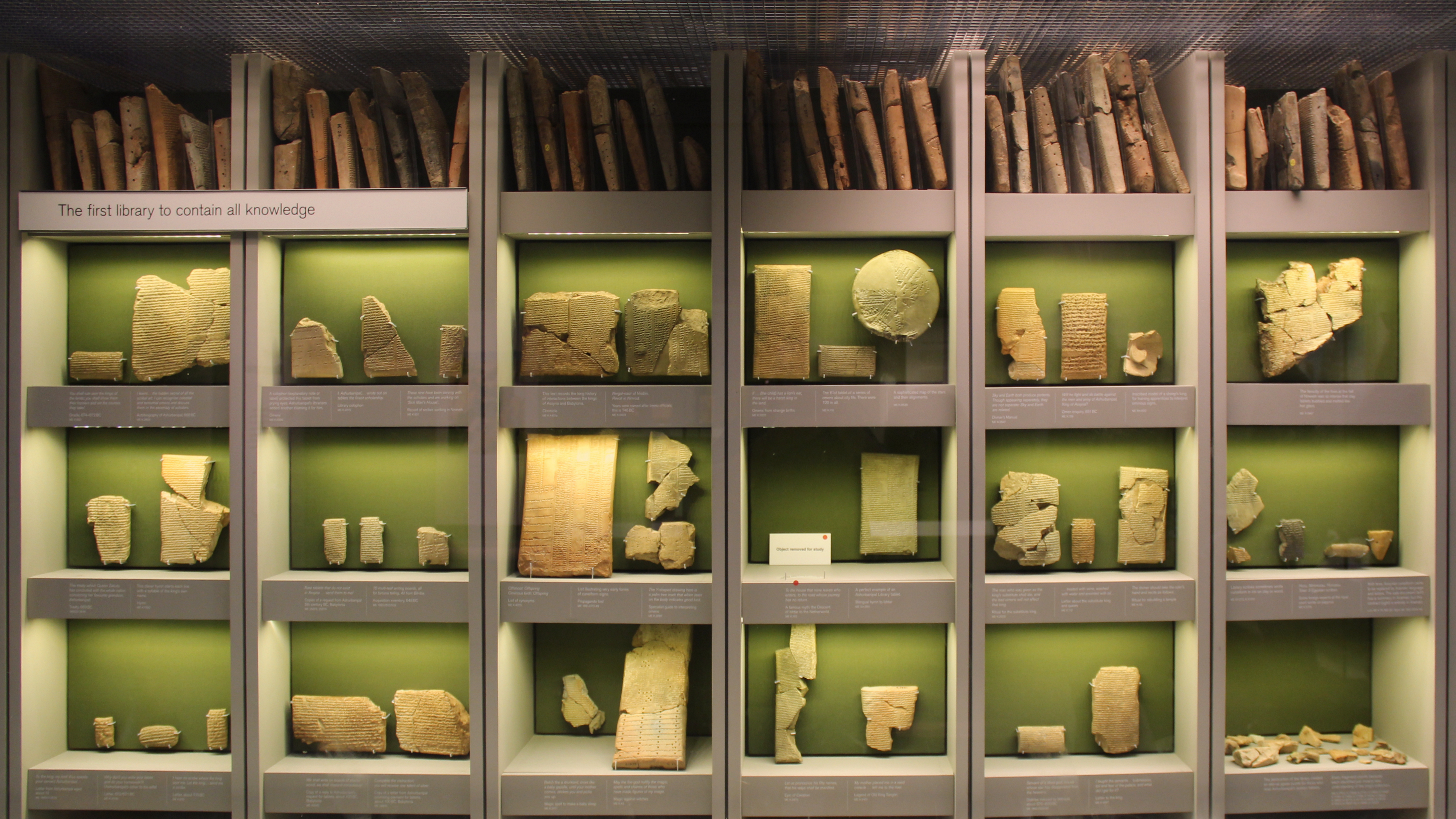
대영박물관에 전시된 아슈르바니팔 도서관 소장 점토판. 이 도서관에는 함무라비 사후 천년이 넘는 시기에 만들어진 "함무라비의 심판" 사본이 목록에 올라 있다.

두 번째 이론은 이 법전이 일종의 법률 보고서이며, 따라서 추상적으로 표현되었지만 과거 사건과 판결의 기록을 담고 있다는 것이다. 이는 "법률"의 개별 사례 중심적 형식을 설명하는 한 가지 방법이 될 것이다. 실제로 장 보테로는 한 사건의 기록이 법전의 한 조항에 영감을 주었다는 것을 발견했다고 믿었다. 그러나 메소포타미아 법률 문서의 규모에도 불구하고 그러한 발견은 결정적이지 않으며 매우 드물다. 더욱이, 메소포타미아에서는 법적 판결이 자주 기록되었고, 이 판결들은 일반화하지 않고 사건의 사실만을 상세히 설명한다. 이 판결들은 거의 전적으로 사실 문제에 초점을 맞추었으며, 마사 로스는 다음과 같이 언급했다: "현존하는 수천 건의 사건 중에서 법률 문제와 관련이 있다고 말할 수 있는 사례는 단 하나뿐이다."

### 법학
세 번째 이론은 이 법전이 진정한 법전이 아니라, 판결이 어떻게 구성되어야 하는지에 대한 추상적인 논문이라는 것이다. 이 이론은 아시리아학 내에서 인기를 얻고 있다. 이 이론의 초기 형태에서 프리츠 루돌프 크라우스는 이를 법학(독일어: Rechtssprüche)이라고 불렀다. 크라우스는 이 법전이 슈마 알루와 아나 잇티슈와 같은 점술 모음집과 같은 범주의 메소포타미아 학문적 저작이라고 제안했다. 다른 학자들은 이 이론의 자신만의 버전을 제시했다. A. 레오 오펜하임은 함무라비 법전과 유사한 메소포타미아 법전들이 "사회 비판에 대한 흥미로운 표현이며 규범적인 지침으로 받아들여져서는 안 된다"고 언급했다.
이러한 해석은 법전과 실제 법적 판결 사이의 낮은 일치성 문제를 우회한다. 둘째, 법전은 메소포타미아 학문적 저작들과 놀라운 유사성을 보인다. 주요 유사점은 목록 형식과 항목 순서인데, 앤 귀넌은 이를 복잡한 "연속 논리"라고 묘사한다. 마르크 반 데 미에룹은 점술 목록, 왕 목록, 신 목록과 같은 다른 메소포타미아 학문적 저작들과 마찬가지로 함무라비 법전의 항목들은 두 가지 원칙에 따라 배열되어 있다고 설명한다. 이 원칙들은 "대립"—한 항목의 변수가 다른 항목을 만들기 위해 변경되는 방식—과 "점묘주의"—새로운 조건이 항목에 추가되거나, 패러다임 시리즈가 추구되어 순서가 생성되는 방식—이다. 반 데 미에룹은 다음 예시들을 제공한다:
만약 의사가 놋쇠 칼로 [awīlum]에게 주요 수술을 수행하여 [awīlum]을 치유하거나, 놋쇠 칼로 [awīlum]의 관자놀이를 열어 [awīlum]의 눈을 치유한다면, 그는 은 10세켈을 (수수료로) 받을 것이다.— 법률 215

만약 의사가 놋쇠 칼로 [awīlum]에게 주요 수술을 수행하여 [awīlum]의 죽음을 초래하거나, 놋쇠 칼로 [awīlum]의 관자놀이를 열어 [awīlum]의 눈을 멀게 한다면, 그들은 그의 손을 잘라야 한다.— 법률 218

법률 215와 218은 대립의 원칙을 보여준다: 첫 번째 법률의 한 변수, 즉 수술 결과가 변경되어 두 번째 법률을 생성한다.
만약 왕실 요새에서 복무 중 포로로 잡힌 병사 또는 [보조병]이 있다면 [...] 그가 [...] 돌아와 자신의 도시로 돌아온다면, 그들은 그에게 그의 밭과 과수원을 돌려줄 것이며, 그 자신은 그의 복무 의무를 이행해야 한다.
만약 왕실 요새에서 포로로 잡힌 병사 또는 [보조병]이 있고, 그의 아들이 복무 의무를 이행할 수 있다면, 밭과 과수원은 그에게 주어질 것이며, 그는 아버지의 복무 의무를 이행해야 한다.

만약 그의 아들이 어리고 아버지의 복무 의무를 이행할 수 없다면, 밭과 과수원의 3분의 1은 그의 어머니에게 주어질 것이며, 그의 어머니는 그를 키워야 한다.— 법률 27–29

여기서는 점묘주의 원칙에 따라 첫 번째 항목에 상황이 추가되어 더 많은 항목이 생성된다. 점묘주의는 또한 다양한 학문 분야에 공통된 패러다임 시리즈를 따라 목록 항목을 생성할 수 있게 한다. 따라서 이 이론은 터무니없는 항목들을 설명할 수 있다. 예를 들어, 탈곡에 사용된 염소의 경우(법률 270), 이전 법률들은 탈곡에 사용된 다른 동물들에 관한 것이었다. 확립된 가축 시리즈는 다음으로 염소가 와야 한다고 규정했다.
울프람 폰 조덴은 수십 년 전 이러한 사고방식을 Listenwissenschaft("목록 학문")라고 불렀으며, 종종 이를 비하했다. 그러나 마르크 반 데 미에룹, 장 보테로, 앤 귀넌과 같은 최근 저술가들은 가치 판단을 피하거나 감탄을 표현했다. 목록은 메소포타미아 과학과 논리의 핵심이었으며, 그들의 독특한 구조 원칙은 항목들을 무한히 생성할 수 있게 했다. 이 법전을 "목록 학문"이 등장한 서기관 전통과 연결시키는 것은 왜 수습 서기관들이 천년 이상 동안 이를 복사하고 연구했는지도 설명해 준다. 이 법전은 후기 바빌로니아(기원전 7세기-6세기)의 문학 및 학술 텍스트 목록에 나타난다. 다른 어떤 법전도 교육 과정에 이처럼 깊이 뿌리내리지 못했다. 따라서 이 법전은 법률 법전이라기보다는 학술 논문일 수 있다.
함무라비 법전이 고바빌로니아 사회와 법률 체계에 대해 무엇을 시사하는지에 대한 많은 글이 쓰였다. 예를 들어, 전문 변호사가 없었는지 아니면 전문 판사가 있었는지 등이다. 이 법전을 독립적인 문서로 접근하는 학자들은 그러한 주장을 포기한다.

## 기본 원칙
이 법전의 기본 원칙으로 널리 받아들여지는 것 중 하나는 lex talionis, 즉 "눈에는 눈"이다. 법률 196조와 200조는 각각 한 남자가 다른 남자의 눈을 상하게 했을 때 눈으로, 이를 상하게 했을 때 이로 갚는 것을 규정한다. lex talionis에 의해 결정된 처벌은 가해자의 아들에게도 전가될 수 있었다. 예를 들어, 법률 229조는 집 붕괴로 집주인이 사망했을 경우 그 집 건축가의 사망을 의무화한다고 명시한다. 다음 법률 230조는 집주인의 아들이 사망했을 경우 건축가의 아들 또한 사망해야 한다고 명시한다.
사람들은 법 앞에서 동등하지 않았다. 연령과 직업뿐만 아니라 계급과 성별도 그들이 받는 처벌이나 구제책을 결정했다. 법전 전반에 걸쳐 awīlum, muškēnum, wardum(남성)/amtum(여성)이라는 세 가지 주요 인물 유형이 언급된다. wardum/amtum은 남성/여성 노예였다. awīlum과 muškēnum에 대해서는 논쟁의 여지가 있지만, 사회 계급의 차이였을 가능성이 높으며, awīlum은 "신사"와 같은 의미이고 muškēnum은 "평민"과 같은 의미였을 것이다. muškēnum에 대한 처벌이 awīlum보다 반드시 엄격했던 것은 아니다. muškēnum의 생명은 더 싸게 여겨졌을 수 있지만, 그의 벌금 중 일부도 마찬가지였다. 이들 계급 내에서도 불평등이 존재했다. 예를 들어, 법률 200조와 202조는 한 awīlum이 다른 awīlum보다 더 높은 지위에 있을 수 있음을 보여준다.
위에 언급된 원칙들은 현대의 영미법계 및 대륙법계 시스템과는 정신적으로 거리가 멀지만, 일부는 더 익숙할 수 있다. 그러한 원칙 중 하나는 무죄 추정의 원칙이다. 석비의 처음 두 법률은 입증되지 않은 고발에 대해 lex talionis에 따라 처벌을 규정한다. 계약 문제에서 특히 서면 증거는 매우 높이 평가되었다. 한 가지 범죄에는 한 가지 처벌만 주어졌다. 이 법률은 또한 피고인의 의도의 중요성을 인식했다. 마지막으로, 법전이 공개 석비에 세워진 것은 정의에 대한 접근성을 높이기 위함이었다고 추정된다. 이것이 사실이든 아니든, 억울한 사람이 석비를 소리 내어 읽도록 권하는 것(3240'–3254'행)은 고바빌로니아 시대에 서기관 교육을 받기 어려웠다는 점을 고려할 때, 이러한 방향으로의 구체적인 조치이다.
서문은 함무라비가 신들에게 선택받았다고 주장한다. 레이먼드 웨스트브룩은 고대 근동 법에서 "왕이 입법의 주된 원천이었다"고 언급했다. 그러나 그들은 신이 부여한 법적 권위를 판사들에게 위임할 수 있었다. 그러나 오언 B. 젠킨스가 관찰했듯이, 규정 자체에는 "모든 신학적 또는 심지어 의례적인 법이 놀랍도록 부재한다."

## 언어

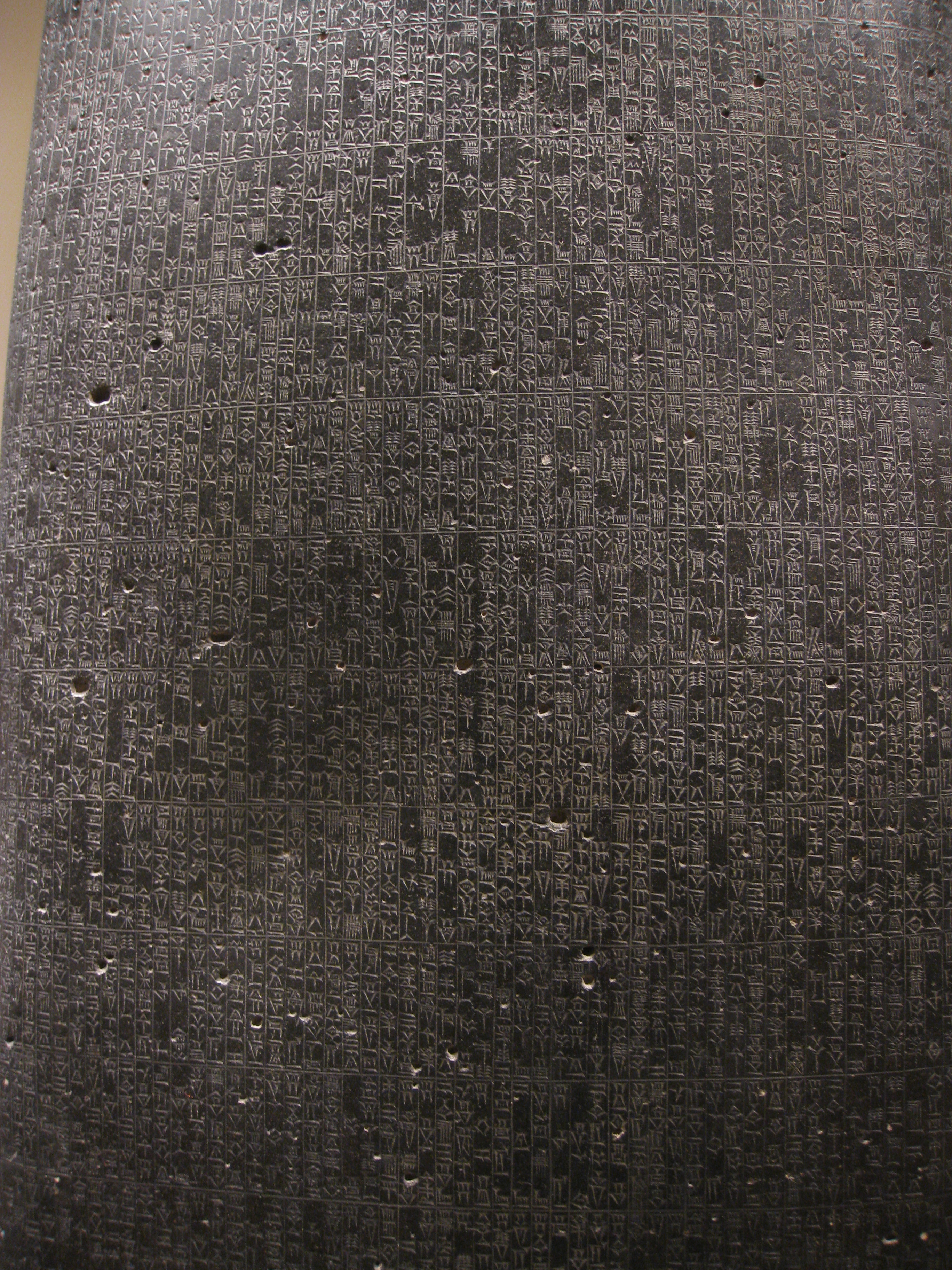
텍스트. 함무라비 법전의 쐐기 문자 배열은 작성 당시에도 구식이었다.

이 법률은 아카드어의 고바빌로니아 방언으로 쓰여졌다. 문체는 규칙적이고 반복적이며, 오늘날 아카드어 입문 수업의 표준 교재로 사용된다. 그러나 A. 레오 오펜하임이 요약했듯이, 쐐기 문자 기호 자체는 "상자 안에 수직으로 배열되어... 오른쪽에서 왼쪽으로 줄지어 놓여 있다"는 함무라비 시대에는 이미 구식인 배열이었다.
법률은 개별 사례 중심적 형식으로 표현된다: 전제("만약" 절)에 사건이 상세히 설명되고, 후속("그러면" 절)에 구제책이 주어진 조건문이다. 전제는 šumma, "만약"으로 시작하지만, 이전 법률에서 이미 지정된 상황에 추가될 때를 제외하고는 그러하다(예: 법률 36, 38, 40). 전제에서는 단순 과거 동사에 과거 시제가 사용되거나, 혹은 단순 조건법이 사용될 수 있다. 완료 시제는 종종 전제 끝에 하나 이상의 과거 시제 뒤에 나타나 동작의 순서나 가정 조건법을 전달한다. 아시리아학에서 때때로 "현재"라고 불리는 지속형은 법률에서 의도를 표현할 수 있다. 영어 독해의 편의를 위해 일부 번역본은 전제에서 과거 시제와 완료 시제 동사를 현재 시제로 번역한다. 후속에서는 동사가 지속형으로 사용되지만, "x가 일어나는 것이 허용된다"는 허용적 의미와 "x가 일어나야/일어날 것이다"는 지시적 의미 사이에서 뉘앙스가 달라진다. 전제와 후속 모두에서 동작의 순서는 동사에 -ma, 즉 "그리고"를 접미사로 붙여 전달된다. -ma는 또한 "그러나"의 의미를 가질 수도 있다.
법전은 비교적 잘 이해되고 있지만, 일부 어휘는 논란의 여지가 있다. 앞서 언급했듯이, awīlum과 muškēnum이라는 용어는 번역하기 어려운 것으로 판명되었다. 이들은 각각 상위 및 하위 사회 계층의 남성 구성원을 나타낼 가능성이 높다. 울프람 폰 조덴은 자신의 아카드어 핸드부흐에서 muškēnum이 "절하다/간청하다"를 의미하는 šukênum에서 유래했다고 제안했다. 낮은 사회적 지위의 사람을 뜻하는 단어로서, 수메르어 어원에서 유래하여 아랍어(miskīn), 이탈리아어(meschino), 스페인어(mezquino), 프랑스어(mesquin)에까지 이어졌다. 그러나 일부 초기 번역가들은 muškēnum에 대한 특별 대우를 설명하려고 시도하면서, 이를 "나병 환자" 심지어 "귀족"으로 번역하기도 했다. 일부 번역가들은 awīlum에 대해 "영주", "엘리트 남자", "귀족 계층의 일원"과 같이 부자연스러운 독음을 제시했으며, 다른 이들은 번역하지 않은 채로 두었다. 특정 법률 용어도 번역하기 어려웠다. 예를 들어, dīnum과 dīttum은 일반적인 법률뿐만 아니라 개별 법률, 판결, 신의 선언 및 기타 현상을 나타낼 수 있다. mīšarum도 마찬가지로 일반적인 법률뿐만 아니라 일종의 왕실 법령을 나타낼 수 있다.

## 다른 법전 모음집과의 관계

### 다른 메소포타미아 법전

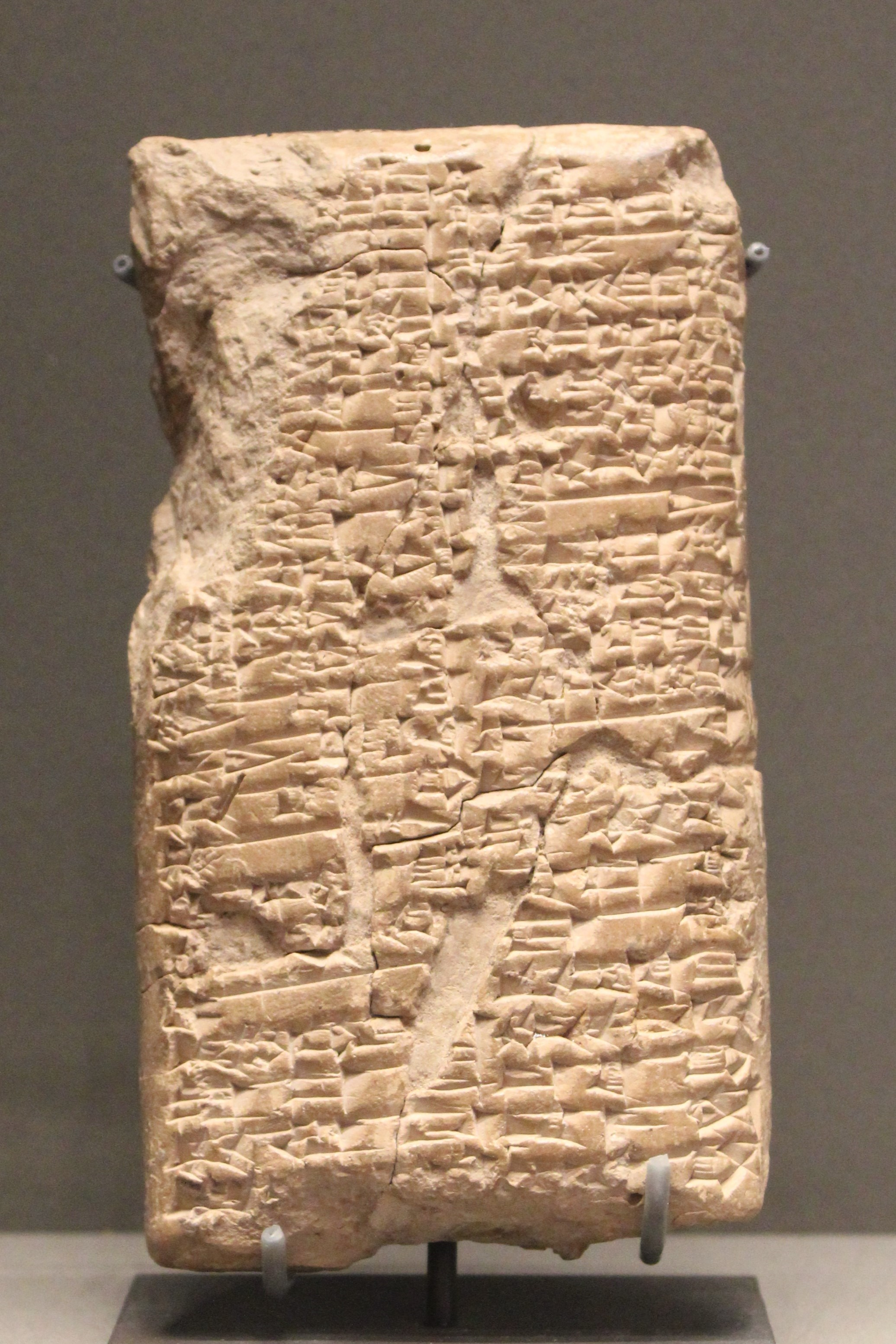
리피트-이쉬타르 법전 서문

함무라비 법전은 이전 메소포타미아 법전들과 강한 유사성을 보인다. 많은 법전들이 통치자에 의해 작성되었다고 주장되며, 이러한 전통은 아마 널리 퍼져 있었을 것이다. 이전 법전들도 신이 부여한 정당성을 유사하게 주장한다. 함무라비 법전과 마찬가지로, 이 법전들도 서문과 종결문을 특징으로 한다. 우르남무 법전은 서문을 가지고 있고, 리피트-이쉬타르 법전은 서문과 종결문을 가지고 있으며, 에쉬눈나 법전은 종결문을 가지고 있다. 또한, 함무라비 법전과 마찬가지로, 이 법전들도 "하나의 범죄, 하나의 처벌" 원칙을 지지한다. 다루는 사례와 사용된 언어는 전반적으로 놀랍도록 유사하다. 서기관들은 함무라비가 자신의 법전을 만들 때에도 우르남무 법전과 같은 이전 법전들을 계속해서 복사하고 있었다. 이는 이전 법전들이 법전과 유사했을 뿐만 아니라 영향을 미쳤을 수도 있음을 시사한다. 레이먼드 웨스트브룩은 함무라비 법전을 포함하는 상당히 일관된 "고대 근동법" 전통이 있었고, 이는 대체로 관습법이었다고 주장했다. 그럼에도 불구하고, 차이점은 존재한다. 예를 들어, 스티븐 버트만은 이전 법전들이 피해자 보상에 중점을 두는 반면, 이 법전은 가해자를 신체적으로 처벌하는 데 중점을 둔다고 제안했다. 또한, 유사성과 영향에 대한 위 결론은 법전 자체에만 적용된다. 각 법전의 맥락에서 실제 법률 관행은 미스터리하다.
함무라비 법전은 후기 메소포타미아 법전들, 즉 중아시리아 법전과 신바빌로니아 법전과도 강한 유사성을 보인다. 신바빌로니아 법전의 형식은 대체로 상대적이다("...하는 사람"). 법전이 서기관 교육 과정을 통해 살아남았다는 점을 고려하면, 이 후기 법전들에 대한 직접적인 영향을 가정하기는 더 쉽다. 마지막으로, 비록 영향력을 추적하기는 더 어렵지만, 히타이트 법이 메소포타미아 자체 외부의 법률 문서 작성 전통의 일부였을 수 있다는 증거가 있다.

### 모세, 그리스-로마, 현대

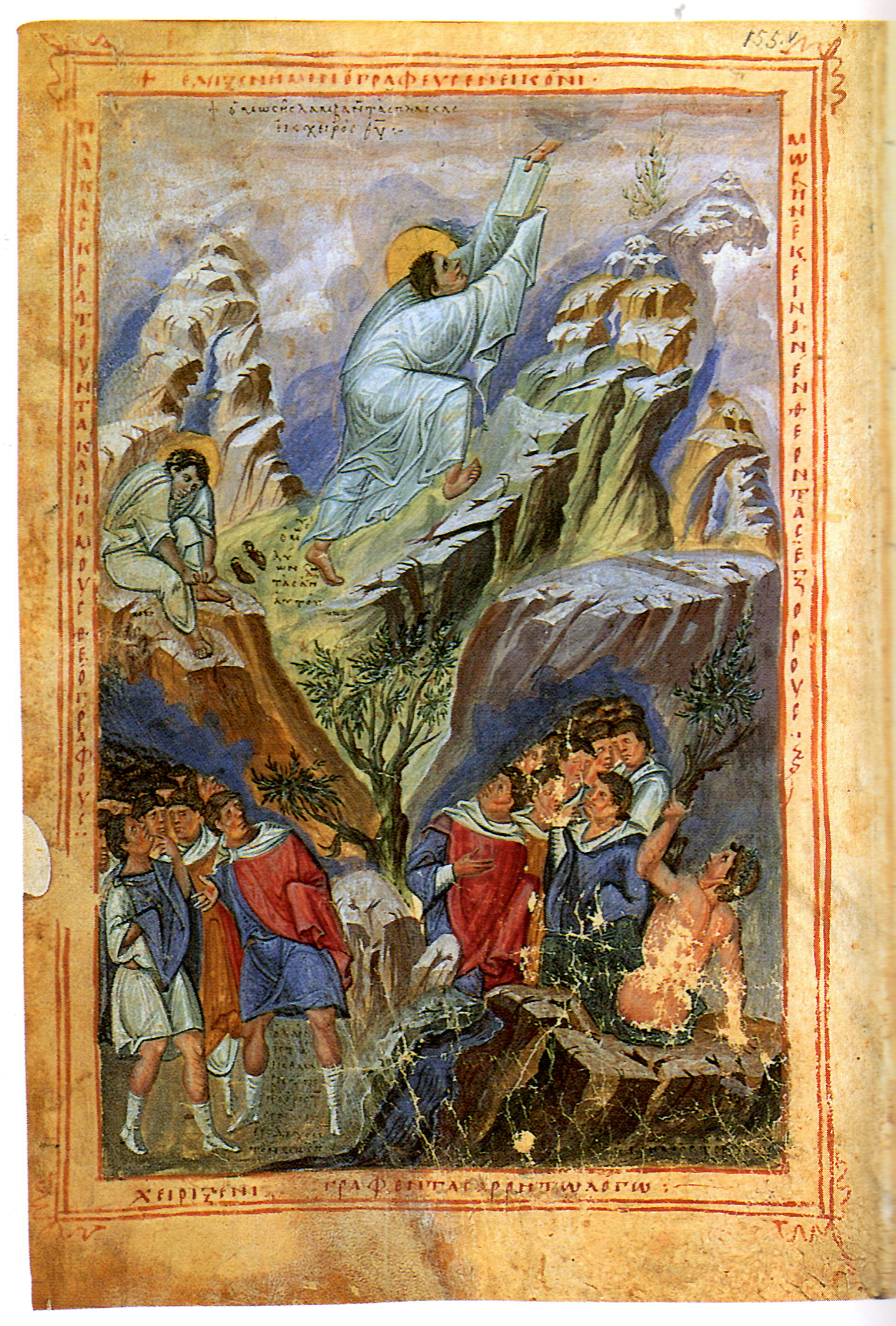
모세가 비잔틴 레오 성경에 묘사된 시나이산에서 율법을 받는 모습

함무라비 법전과 모세의 율법, 특히 출애굽기 20:22–23:19의 언약 법전과의 관계는 발견 이후부터 논의의 대상이 되어 왔다. 프리드리히 델리치는 1902년 강연에서 고대 메소포타미아 문화가 고대 이스라엘에 미친 영향에 대한 "바벨과 성경" 논쟁의 한 에피소드에서 강력한 영향력을 주장했다. 그러나 그는 강한 저항에 부딪혔다. 메소포타미아와 레반트 사이에는 문화적 접촉이 있었으며, 하솔에서는 중기 청동기 시대 개별 사례 중심적 쐐기 문자 법률 점토판이 발견되었다. 또한 함무라비 법전과 언약 법전 사이에는 유사점이 있다: 개별 사례 중심적 형식, lex talionis("눈에는 눈")와 같은 원칙, 그리고 조항 내용에서 유사성이 발견된다. 일부 유사성은 눈에 띄는데, 예를 들어 소가 사람을 들이받는 것에 관한 조항(함무라비 법전 250–252조, 출애굽기 21:28–32조)이다. 특정 저자들은 직접적인 영향을 가정했는데, 예를 들어 데이비드 P. 라이트는 언약 법전이 "함무라비 법전에 직접적이고, 주로, 그리고 전적으로 의존한다"며, "메소포타미아 자료를 창의적으로 재작성한 것... 법률 요약이라기보다는 학문적 추상화로 보아야 한다"고 주장한다. 다른 이들은 아람인이나 페니키아인 중개자를 통한 간접적인 영향을 가정한다. 그러나 대체적인 합의는 유사성이 공통 전통을 계승한 결과라는 것이다. 1916년 조지 A. 바턴은 "선례와 일반적인 지적 관점의 유사성"을 언급했다. 더 최근에는 데이비드 윈턴 토머스가 다음과 같이 진술했다: "히브리인들이 바빌로니아에서 직접적으로 차용했다고 가정할 근거는 없다. 두 법률 체계가 글자로는 거의 다르지 않을 때조차도, 정신면에서는 크게 다르다."
함무라비 법전이 후대 법전 모음집에 미친 영향은 확립하기 어렵다. 마르크 반 데 미에룹은 이 법전이 그리스 고르틴 법전과 로마 12표법에 영향을 미쳤을 수 있다고 제안한다. 그러나 반 데 미에룹조차도 대부분의 로마법이 이 법전과 유사하지 않으며, 영향을 받았을 가능성도 낮다고 인정한다.
법전이 현대 법에 미친 영향을 알기 위해서는 모세 법과 그리스-로마 법에 미친 영향을 알아야 한다. 이 점은 논쟁의 여지가 있으므로, 주석가들은 법전과 예를 들어 미국법 및 중세 법 사이의 유사점과 차이점을 관찰하는 데에만 국한되었다. 일부는 법전에서 발견되는 처벌이 더 가혹하지 않고, 경우에 따라서는 덜 가혹하다고 언급하기도 했다.
법률 238조는 선장, 선박 관리인, 또는 선박 용선자가 선박을 전손으로부터 구한 경우, 선주에게 선박 가치의 절반만 지불하면 된다고 규정한다. 동로마 제국의 유스티니아누스 1세 (527–565)가 명령한 법률 성문화의 두 번째 권인 판데크텐 (533)에는 파울루스 로마 법률가가 군인 황제 시대 초반인 서기 235년에 작성한 로도스 해상법("로도스 법")에 대한 법률 의견이 포함되어 있는데, 이 법률 의견은 기원전 약 1000년에서 800년 사이에 도리스 헥사폴리스의 일원으로서 로도스섬에 제정된 해상보험의 공동해손 원칙을 명확히 설명하며, 이는 그리스 암흑기 (기원전 1100년경 – 기원전 750년경) 동안 페니키아인에 의해 추정되는 도리스인의 침입과 바다 민족의 출현이 도리스 그리스어 방언의 확산을 이끌었을 가능성이 있다. 공동해손 법은 모든 보험의 기본 원리를 구성한다.

## 아시리아학 외부의 평가

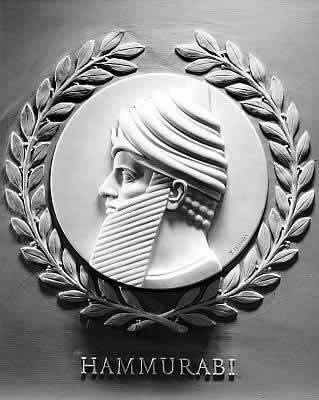
미국 국회의사당 하원 회의장에 있는 함무라비의 부조 초상화, 토마스 허드슨 존스 작

이 법전은 법률 학문에서 자주 언급되며, 그 조항들은 법률로 가정되고, 문서는 진정한 법전으로 가정된다. 이는 학계 밖에서도 마찬가지이다.
미국 국회의사당 하원 회의장 문 위에는 함무라비의 부조 초상화가 있으며, "미국 법의 기본 원칙을 확립하는 데 기여한" 22명의 다른 인물들의 초상화와 함께 전시되어 있다. 뉴욕의 유엔 본부와 헤이그의 평화궁(국제사법재판소 소재지)을 포함하여 전 세계 여러 기관에 루브르 석비의 복제품이 소장되어 있다.

## 의료법적 유산과 정치적 함의
함무라비 법전은 형법에서 의료 행위에 이르기까지 다양한 주제를 다루는 포괄적인 법률 접근 방식이 특징이다. 이 법전에는 의료 치료를 규제하고, 수술 비용을 책정하며, 의료 과실을 처벌하는 구체적인 규칙이 포함되어 있다. 예를 들어, 의사가 수술 중 귀족의 사망을 초래하면, 그들은 심각한 처벌을 받았으며, 때로는 손이 잘리기도 했다. 이러한 가혹함은 고대에도 의료 책임이 얼마나 심각하게 받아들여졌는지를 보여준다.
정치학적 관점에서 함무라비 법전은 법이 사회 계층을 강화하고 통제를 유지하는 데 어떻게 사용되었는지를 보여주는 가치 있고 근본적인 자료이다. Pearn (2016)은 법전의 법률이 사람의 사회 계층에 따라 다르게 적용되었으며, 따라서 귀족이 평민이나 노예보다 더 큰 보호를 받았다고 기록한다. 이러한 법적 계층화는 바빌로니아 사회의 권력 역학을 반영하며, 법이 단순히 통치하는 것을 넘어 사회 질서를 유지하는 데 어떻게 사용되었는지를 보여준다.
결론적으로, 함무라비 법전은 그 힘(현대적 관련성이 부족함에도 불구하고)과 엄격함으로 인상적이라고 볼 수 있다. 가혹한 처벌은 현대 기준으로는 극단적으로 보일 수 있지만, 생존이 엄격한 규칙 준수에 달려 있던 사회에서는 질서를 유지하는 데 필요했을 것이다. 동시에 함무라비 법전은 법, 의학, 그리고 의료법 체계의 발전에 있어 중요한 진전을 나타낸다. 법률을 성문화하고 공개함으로써 함무라비는 다음 세대에 영향을 미칠 시스템을 확립했으며, 법전의 기반이 되는 정의, 공정성, 책임의 원칙은 오늘날에도 여전히 울려 퍼진다.

## 같이 보기
- 메소포타미아의 제도 역사

### 내용주
1. 1 2 3 4 5 6  CDLI (2019)의 행 번호, Roth (1995a)의 번역. CDLI 판에는 루브르 석비에 없는 섹션이 포함되지 않아 행 번호가 낮게 보일 수 있다.

### 참조주
1. ↑  Sasson, Jack. 《Civilizations of the Ancient Near East》. Hendrickson. 901, 908쪽. ISBN 0684192799.
2. ↑  Ross, Leslie. 《Art and Architecture of the World's Religions》. Greenwood Press. 35쪽.
3. ↑  Renger (2020).
4. ↑  Van De Mieroop (2007), 92–93쪽.
5. ↑  Van De Mieroop (2007), 100–104쪽.
6. ↑  Driver & Miles (1952), 52쪽; Van De Mieroop (2007), 111–113쪽.
7. ↑  Van De Mieroop (2007), 111–113쪽.
8. ↑  Driver & Miles (1952), 36쪽.
9. ↑  Driver & Miles (1952), 37쪽.
10. 1 2 3 4  Driver & Miles (1952), 9쪽.
11. ↑  Kraus (1960), 295–296쪽; Bottéro (1992), 181쪽; Roth (1995b), 13쪽.
12. ↑  Roth (1995a), 36쪽.
13. ↑  Driver & Miles (1952), 56–57쪽.
14. ↑  Louvre (n.d.).
15. 1 2  Roth (1995b), 15–16쪽.
16. 1 2 3  Roth (1995a), 74쪽.
17. 1 2 3 4 5 6 7 8  Scheil (1902), 12쪽.
18. ↑  Roth (1995b), 23–24쪽.
19. ↑  Ornan, Tallay, "Unfinished Business: the Relief on the Hammurabi Louvre Stele Revisited", Journal of Cuneiform Studies, vol. 71, pp. 85–109, 2019
20. ↑  Roth (1995b), 21–22쪽.
21. ↑  Driver & Miles (1952), 29–30쪽.
22. 1 2  Roth (1995a), 73쪽.
23. 1 2 3  Roth (1995b), 20쪽.
24. ↑  Driver & Miles (1952), 25–56쪽; Van De Mieroop (2016), 145쪽.
25. ↑  Van De Mieroop (2016), 147쪽.
26. 1 2 3  Souvay (1910).
27. ↑  Scheil (1902), 11–12쪽.
28. ↑  Scheil (1902), 13–162쪽.
29. ↑  Scheil (1902), plates 3–15.
30. ↑  Winckler (1902).
31. 1 2  Johns (1903a).
32. ↑  Bonfante (1903).
33. ↑  Wells (1920), 245쪽.
34. ↑  Kramer (1988), 51–52쪽.
35. ↑  Johns (1903b), 257쪽; Harper (1904), the title; Equitable Trust Company (1910), the title.
36. ↑  Driver & Miles (1952), 34ff.쪽; Roth (1995a), 71쪽.
37. ↑  Finkelstein (1961), 101쪽.
38. ↑  Johns (1903a), v쪽.
39. ↑  Johns (1904), 68쪽.
40. 1 2  Johns (1903b), 258쪽.
41. ↑  Prince (1904), 601쪽.
42. 1 2  Horne (1915).
43. ↑  Breasted (1916), 131쪽.
44. ↑  Johns (1903b), 257쪽; Souvay (1910); Everts (1920), 45쪽.
45. 1 2  Jenkins (1905), 335쪽.
46. 1 2  Sampey (1904a); Sampey (1904b); Davies (1905); Johns (1914); Everts (1920); Edwards (1921).
47. ↑  Johns (1903a), v–vi쪽; Prince (1904), 601–602쪽; Souvay (1910).
48. ↑  North (1993), 5쪽.
49. ↑  Van Buren (1943); Black & Green (1998), 102–103쪽; Slanski (2012), 106쪽.
50. ↑  Black & Green (1998), 183쪽.
51. ↑  Breasted (1916), 132쪽.
52. ↑  Roth (1995b), 22–23쪽.
53. ↑  Charpin (2010), 81–82쪽.
54. ↑  Roth (1995b), 23쪽.
55. ↑  Elsen-Novák & Novák (2006), 148–149쪽.
56. ↑  Roth (1995b), 16쪽.
57. ↑  Huehnergard (2011), 160쪽.
58. ↑  Davies (1905), 15쪽.
59. ↑  Roth (1995a), 76–77쪽.
60. ↑  Huehnergard (2011), 11–12쪽.
61. ↑  Roth (1995a), 77–80쪽.
62. ↑  Van De Mieroop (2005), 82쪽.
63. 1 2  Driver & Miles (1952), 40–41쪽.
64. ↑  Roth (1995a), 80–81쪽.
65. ↑  Roth (1995a), 133–134쪽.
66. ↑  Roth (1995a), 134쪽.
67. ↑  Roth (1995a), 134–135쪽.
68. ↑  Roth (1995a), 135–136쪽.
69. 1 2  Roth (1995a), 136–140쪽.
70. ↑  Roth (1995a), 133쪽.
71. ↑  Driver & Miles (1952), 37쪽; Bottéro (1992), 167쪽.
72. 1 2 3  Roth (1995a), 138쪽.
73. 1 2  Roth (1995a), 137쪽.
74. ↑  Roth (1995a), 71쪽.
75. ↑  Van De Mieroop (2016), 144쪽.
76. ↑  Driver & Miles (1952), 43–45쪽.
77. ↑  Roth (1995a), 76–142쪽.
78. ↑  Roth (1995a), 81쪽.
79. ↑  Roth (1995a), 85쪽.
80. ↑  Roth (1995a), 90쪽.
81. ↑  Roth (1995a), 100쪽.
82. ↑  Roth (1995a), 119쪽.
83. ↑  Roth (1995a), 121쪽.
84. 1 2  Roth (1995a), 125쪽.
85. 1 2  Roth (1995a), 128쪽.
86. 1 2  Roth (1995a), 132쪽.
87. 1 2  Kraus (1960), 292쪽.
88. ↑  Kraus (1960); Oppenheim (1977); Bottéro (1992), chapter 10; Van De Mieroop (2016), chapters 6–7.
89. ↑  Souvay (1910); Kraus (1960), 283쪽.
90. ↑  Pfeifer (2011); Rositani (2017).
91. ↑  Alkadry (2002–2003); Pearn (2016).
92. 1 2 3  Van De Mieroop (2016), 170쪽.
93. ↑  Oppenheim & Reiner (1959), 150–153쪽.
94. ↑  Bottéro (1992), 180–181쪽.
95. ↑  Yaron (2013), 580쪽.
96. ↑  Driver & Miles (1952), 45ff.쪽; Bottéro (1992), 161쪽.
97. ↑  Van De Mieroop (2016), 165쪽.
98. ↑  Van De Mieroop (2016), 167쪽; Roth (1995a), 130쪽.
99. ↑  Van De Mieroop (2016), 172쪽.
100. 1 2  Van De Mieroop (2016), 173쪽.
101. ↑  Westbrook (2003), 19쪽.
102. ↑  Oppenheim (1977), 211쪽; Bottéro (1992), 163–164쪽; Roth (1995a), 5–6쪽.
103. ↑  Bottéro (1992), 171–172쪽.
104. ↑  Bottéro (1992), 163–164쪽.
105. ↑  Roth (2001); Klein (2007).
106. ↑  Roth (2001), 255쪽.
107. 1 2  Kraus (1960), 288쪽.
108. ↑  Saggs (1965), 80ff.쪽; Oppenheim (1977), 287쪽; Bottéro (1992), chapter 10; Van De Mieroop (2016), chapters 6–7.
109. ↑  Oppenheim (1977), 158쪽.
110. ↑  Bottéro (1992), 173ff.쪽; Van De Mieroop (2016), 165ff쪽.
111. ↑  Guinan (2014), 115쪽.
112. ↑  Van De Mieroop (2016), 165ff.쪽.
113. 1 2  Roth (1995a), 123쪽.
114. ↑  Van De Mieroop (2016), 166쪽.
115. ↑  Roth (1995a), 86쪽.
116. ↑  Van De Mieroop (2016), 166–167쪽.
117. ↑  Roth (1995a), 130쪽.
118. 1 2  Van De Mieroop (2016), 167쪽.
119. ↑  von Soden (1936).
120. ↑  von Soden (1936); von Soden (1994), 146, 158쪽.
121. ↑  Van De Mieroop (2016), 175쪽.
122. ↑  Charpin (2010), 81쪽.
123. 1 2 3  Johns (1911).
124. ↑  Charpin (2010), 52쪽.
125. ↑  Kraus (1960), 295–296쪽; Roth (1995b), 13ff쪽.
126. ↑  Roth (1995a), 72–73쪽.
127. ↑  Jenkins (1905), 339쪽.
128. ↑  Roth (1995b), 34ff.쪽; Roth (1995a), 121쪽.
129. ↑  Johns (1911); Roth (1995a), 72쪽.
130. ↑  Prince (1904), 607쪽.
131. ↑  George (2005), 7쪽.
132. ↑  Westbrook (2003), 26쪽.
133. ↑  Bottéro (1992), 165쪽.
134. ↑  Richardson (2004), 7쪽.
135. ↑  Oppenheim (1977), 240쪽.
136. 1 2 3 4  Roth (1995a), 8쪽.
137. ↑  Roth (1995a), 88쪽.
138. ↑  Roth (1995a); Van De Mieroop (2016), chapters 6–7.
139. ↑  Roth (1995a), 7–8쪽.
140. ↑  Huehnergard (2011), 49–50쪽.
141. ↑  Huehnergard (2011), 50쪽.
142. ↑  Roth (1995a), 8–9쪽.
143. ↑  von Soden (1972), 684쪽.
144. ↑  Wohl (1968), 6쪽.
145. ↑  Johns (1914), 76쪽.
146. ↑  Meek (1958), 139ff쪽.
147. ↑  Van De Mieroop (2016).
148. ↑  Bottéro (1992), 166쪽.
149. ↑  Roth (1995a), 76ff쪽.
150. ↑  Kraus (1960), 285쪽; Roth (1995b), 20쪽; Charpin (2010), 72쪽.
151. ↑  Kraus (1960), 294쪽; Finkelstein (1961); Charpin (2010), 72쪽.
152. ↑  Driver & Miles (1952), 5쪽.
153. ↑  Van De Mieroop (2016), 161쪽.
154. ↑  Van De Mieroop (2016), 144–145쪽.
155. ↑  Westbrook (2003), 4ff.쪽.
156. ↑  Westbrook (2003), 21쪽.
157. ↑  Bertman (2003), 71쪽.
158. ↑  Kraus (1960), 295–296쪽; Roth (1995b), 13쪽.
159. ↑  Roth (1995a), 145쪽.
160. ↑  Roth (1995b), 19쪽.
161. ↑  Ziolkowski (2012), 25쪽.
162. ↑  Horowitz, Oshima & Vukosavović (2012).
163. ↑  Wright (2009), chapter 8.
164. ↑  Wright (2009), 3쪽.
165. ↑  Van De Mieroop (2016), 152쪽.
166. ↑  Wright (2009), vii쪽.
167. ↑  Barton (1916), 340쪽.
168. ↑  Thomas (1958), 28쪽.
169. ↑  Van De Mieroop (2016), 152–153쪽.
170. ↑  Van De Mieroop (2016), 153–154쪽.
171. ↑  Equitable Trust Company (1910); Jenkins (1905); Driver & Miles (1952), 57쪽; Van De Mieroop (2016), 154쪽.
172. ↑  Johns (1903b), 258쪽; Driver & Miles (1952), 57쪽.
173. ↑  Hammurabi (1903). 《Code of Hammurabi, King of Babylon》. 《Records of the Past》 2. 번역 Sommer, Otto (워싱턴 D.C.: Records of the Past Exploration Society). 86쪽. 2021년 6월 20일에 확인함. 238. If a skipper wrecks ... money to its owner.
174. ↑  Hammurabi (1904). “Code of Hammurabi, King of Babylon” (PDF). 《리버티 펀드》. 번역 Harper, Robert Francis 2판. 시카고: 시카고 대학교 출판부. 85쪽. 2021년 6월 13일에 원본 문서 (PDF)에서 보존된 문서. 2021년 6월 20일에 확인함. §238. If a boatman sink ... one-half its value.
175. ↑  Hammurabi (1910). “Code of Hammurabi, King of Babylon”. 《아발론 프로젝트》. 번역 King, Leonard William. 뉴헤이븐: 예일 법학대학원. 2021년 5월 10일에 원본 문서에서 보존된 문서. 2021년 6월 20일에 확인함. 238. If a sailor wreck ... its value in money.
176. ↑  “The Civil Law, Volume I, The Opinions of Julius Paulus, Book II”. 《컨스티튜션 소사이어티》. 번역 Scott, S.P. Central Trust Company. 1932. 2021년 6월 24일에 원본 문서에서 보존된 문서. 2021년 6월 16일에 확인함. TITLE VII. ON THE LEX RHODIA. It is provided by the Lex Rhodia that if merchandise is thrown overboard for the purpose of lightening a ship, the loss is made good by the assessment of all which is made for the benefit of all.
177. 1 2  《The Documentary History of Insurance, 1000 B.C. – 1875 A.D.》. 뉴어크 (뉴저지주): 푸르덴셜 파이낸셜. 1915. 5–6쪽. 2021년 6월 15일에 확인함.
178. ↑  “Duhaime's Timetable of World Legal History”. 《Duhaime's Law Dictionary》. 2021년 6월 24일에 원본 문서에서 보존된 문서. 2016년 4월 9일에 확인함.
179. ↑  United Nations (1985); Schwartz (1993); Mark (2021); International Court of Justice (2014); Rattini (2019); Scharping (2020); United Nations (n.d.); Louvre (n.d.); Hammurabi Human Rights Organization (n.d.).
180. ↑  Architect of the Capitol (n.d.).
181. ↑  United Nations (n.d.).
182. ↑  International Court of Justice (2014).
183. ↑  Pearn (2016).

## 참고 자료

### 출판물
- Alkadry, Mohamad G. (2002–2003). 《Bureaucracy: Weber's or Hammurabi's? Ideal or Ancient?》. 《Public Administration Quarterly》 26. 317–345쪽. doi:10.1177/073491490202600303. JSTOR 41288176. 2021년 10월 30일에 원본 문서에서 보존된 문서. 2021년 2월 18일에 확인함.
- Barton, George A. (1916). 《Archæology and the Bible》. 펜실베이니아주 필라델피아: 아메리칸 선데이-스쿨 유니언. OCLC 38608139. 2022년 12월 29일에 원본 문서에서 보존된 문서. 2021년 4월 6일에 확인함.
- Bertman, Stephen (2003). 《Handbook to Life in Ancient Mesopotamia》 illurat판. 옥스퍼드: 옥스퍼드 대학교 출판부. ISBN 0195183649.
- Black, Jeremy; Green, Anthony (1998). 《Gods, Demons and Symbols of Ancient Mesopotamia: An Illustrated Dictionary》. Illustrated by Tessa Rickards 2판. 런던: 영국박물관 프레스. ISBN 0714117056. 2021년 10월 28일에 원본 문서에서 보존된 문서. 2021년 2월 22일에 확인함.
- Bonfante, Pietro (1903). 《Le leggi di Hammurabi re di Babilonia (a. 2285-2242 a. C.) con prefazione e note》. 밀라노: Società Editrice Libraria. OCLC 458622280.
- Bottéro, Jean (1992). 《Mesopotamia: Writing, Reasoning, and the Gods》. 번역 Bahrani, Zainab; Van De Mieroop, Marc. 일리노이주 시카고: 시카고 대학교 출판부. ISBN 0226067262. 2021년 3월 3일에 원본 문서에서 보존된 문서. 2021년 4월 6일에 확인함.
- Breasted, James H. (1916). 《Ancient Times: A History of the Early World. An Introduction to the Study of Ancient History and the Career of Early Man》 (PDF) 1. 보스턴: 긴 앤 컴퍼니. OCLC 819692479. 2021년 8월 7일에 원본 문서 (PDF)에서 보존된 문서. 2021년 3월 21일에 확인함.
- Charpin, Dominique (2010). 《Writing, Law, and Kingship in Old Babylonian Mesopotamia》. 번역 Todd, Jane M. 일리노이주 시카고: 시카고 대학교 출판부. ISBN 9780226101583. 2021년 3월 2일에 원본 문서에서 보존된 문서. 2021년 2월 18일에 확인함.
- Davies, William W. (1905). 《The Codes of Hammurabi and Moses》. 오하이오주 신시내티: Jennings & Graham. ISBN 9781594621437.
- Driver, Godfrey R.; Miles, John C. (1952). 《The Babylonian Laws: Edited with Translation and Commentary》. 1: Legal Commentary. 옥스퍼드: 클래런던 프레스. ISBN 9781556352294. OCLC 493362814.
- Edwards, Chilperic (1921). 《The Hammurabi Code and the Sinaitic Legislation》 3판. 런던: 와츠 앤 컴퍼니. OCLC 1057941378.
- Elsen-Novák, Gabriele; Novák, Mirko (2006). 《Der "König der Gerechtigkeit": Zur Ikonologie und Teleologie des 'Codex' Ḫammurapi》 (PDF). 《Baghdader Mitteilungen》 37. 131–155쪽. 2018년 11월 1일에 원본 문서 (PDF)에서 보존된 문서.
- Equitable Trust Company (1910). 《Laws of Descent and Inheritance, Ancient and Modern: A Comparison of the Code of Hammurabi (Babylon 2250 B.C.) with the Present Law of Illinois》. 일리노이주 시카고. OCLC 12714901. 2023년 3월 7일에 원본 문서에서 보존된 문서. 2021년 2월 18일에 확인함.
- Everts, William W. (1920). 《The Laws of Moses and of Hammurabi》. 《리뷰 앤 익스포지터》 17. 37–50쪽. doi:10.1177/003463732001700104. S2CID 147308826.
- Finkelstein, J. J. (1961). 《Ammiṣaduqa's Edict and the Babylonian "Law Codes"》 (PDF). 《쐐기문자 연구 저널》 15. 91–104쪽. doi:10.2307/1359019. JSTOR 1359019. S2CID 159897894. 2022년 3월 25일에 원본 문서 (PDF)에서 보존된 문서.
- George, Andrew R. (2005). 〈In search of the é . d u b . b a . a : The ancient Mesopotamian school in literature and reality〉.   Sefati, Yitzhak. 《"An Experienced Scribe who Neglects Nothing". Ancient Near Eastern Studies in Honor of Jacob Klein》. 메릴랜드주 베데스다: CDL Press. 127–137쪽. ISBN 1883053838. 2021년 5월 2일에 원본 문서에서 보존된 문서. 2021년 2월 22일에 확인함.
- Guinan, Ann (2014). 〈Laws and Omens: Obverse and Inverse〉.   Fincke, Jeanette C. 《Divination in the Ancient Near East: a workshop on divination conducted during the 54th Rencontre Assyriologique Internationale, Würzburg, 2008》. 인디애나주 위노나 호: 아이젠브라운. 105–121쪽. ISBN 9781575063010.
- Harper, Robert F. (1904). 《The Code of Hammurabi, King of Babylon: About 2250 B.C.》. 일리노이주 시카고: 시카고 대학교 출판부. ISBN 9781584770039. 2022년 4월 7일에 원본 문서에서 보존된 문서. 2021년 3월 21일에 확인함.
- Horne, Charles F. (1915). 〈Introduction〉.   Horne, Charles F.; King, Leonard W. 《The Code of Hammurabi》. CreateSpace Independent Publishing Platform. ISBN 9781517169084. 2021년 2월 27일에 원본 문서에서 보존된 문서. 2021년 2월 18일에 확인함.
- Horowitz, Wayne; Oshima, Takayoshi; Vukosavović, Filip (2012). 《Hazor 18: Fragments of a Cuneiform Law Collection from Hazor》 (PDF). 《이스라엘 탐사 저널》 62. 158–176쪽. JSTOR 43855622. 2021년 8월 7일에 원본 문서 (PDF)에서 보존된 문서.
- Huehnergard, John (2011). 《A Grammar of Akkadian》. 하버드 셈족 연구 (45) 3판. 인디애나주 위노나 호: 아이젠브라운. ISBN 9781575069418. 2021년 10월 28일에 원본 문서에서 보존된 문서. 2021년 2월 22일에 확인함.
- Jenkins, Owen B. (1905). 《The Code of Hammurabi, Compared with American Law》. 《American Law Review》 39. 330–341쪽. hdl:2027/mdp.35112104105038. 2021년 3월 15일에 원본 문서에서 보존된 문서. 2021년 2월 18일에 확인함.
- Johns, Claude H. W. (1903a). 《The Oldest Code of Laws in the World》. 에든버러: T. & T. 클라크. OCLC 958731791. 2021년 6월 8일에 원본 문서에서 보존된 문서. 2021년 2월 18일에 확인함.
- Johns, Claude H. W. (1903b). 《The Code of Hammurabi》. 《엑스포지토리 타임스》 14. 257–258쪽. doi:10.1177/001452460301400604. S2CID 170581793. 2021년 10월 27일에 원본 문서에서 보존된 문서. 2021년 2월 18일에 확인함.
- Johns, Claude H. W. (1904). 《Babylonian and Assyrian Laws, Contracts and Letters》. 뉴욕: 찰스 스크리브너스 선스. ISBN 9781112116025. 2021년 10월 28일에 원본 문서에서 보존된 문서. 2021년 2월 18일에 확인함.
- Johns, Claude Hermann Walter (1911). 〈Babylonian Law § Code of Khammurabi〉.   Chisholm, Hugh. 《브리태니커 백과사전》 3 11판. 케임브리지 대학교 출판부. 116 seq.쪽.
- Johns, Claude H. W. (1914). 《The Relations between the Laws of Babylonia and the Laws of the Hebrew Peoples (The Schweich Lectures, 1912)》. 런던: 영국 학사원. OCLC 314669237. 2020년 12월 7일에 원본 문서에서 보존된 문서. 2021년 2월 18일에 확인함.
- Klein, Jacob (2007). 《A Collection of Model Court Cases from Old Babylonian Nippur (CBS 11324)》. 《Zeitschrift für Assyriologie und Vorderasiatische Archäologie》 97. 1–25쪽. doi:10.1515/ZA.2007.001. S2CID 162242851. 2021년 10월 28일에 원본 문서에서 보존된 문서. 2021년 2월 23일에 확인함.
- Kramer, Samuel N. (1988). 《History Begins at Sumer: Thirty-Nine Firsts in Recorded History》. 펜실베이니아주 필라델피아: 펜실베이니아 대학교 출판부. ISBN 0812212762.
- Kraus, Fritz R. (1960). 《Ein zentrales Problem des altmesopotamischen Rechtes: Was ist der Codex Hammurabi?》. 《Genava》 8. 283–296쪽. 2021년 5월 2일에 원본 문서에서 보존된 문서. 2021년 2월 18일에 확인함.
- Meek, Theophile J. (1958). 〈The Code of Hammurabi〉.   Pritchard, James B. 《The Ancient Near East》. 1: An Anthology of Texts and Pictures. 뉴저지주 프린스턴: 프린스턴 대학교 출판부. 138–167쪽. ISBN 0691002002.
- North, Robert (1993). 〈Abraham〉.   [[부르스 M. 메츠거|Metzger, Bruce M.]]; Coogan, Michael D. 《The Oxford Companion to the Bible》. 옥스퍼드: 옥스퍼드 대학교 출판부. 3–5쪽. ISBN 0195046455. |editor-link1= 값 확인 필요 (도움말)
- Oppenheim, A. Leo (1977).  Reiner, Erica, 편집. 《Ancient Mesopotamia: Portrait of a Dead Civilization》 revis판. 일리노이주 시카고: 시카고 대학교 출판부. ISBN 0226631877. 2021년 2월 26일에 원본 문서에서 보존된 문서. 2021년 2월 18일에 확인함.
- Oppenheim, A. Leo; Reiner, Erica, 편집. (1959). 《Chicago Assyrian Dictionary》 D. 일리노이주 시카고: 시카고 대학교 출판부. ISBN 9780918986092. 2017년 9월 6일에 원본 문서에서 보존된 문서. 2021년 2월 22일에 확인함.
- Pearn, John (2016). 《Hammurabi's Code: A primary datum in the conjoined professions of medicine and law》. 《Medico-Legal Journal》 84. 125–131쪽. doi:10.1177/0025817216646038. PMID 27151189. S2CID 206425860. 2021년 10월 27일에 원본 문서에서 보존된 문서. 2021년 2월 18일에 확인함.
- Pfeifer, Guido (2011). 《Judicial Authority in backlit Perspective:Judges in the Old Babylonian Period》. 《Forum Historiae Iuris》. Erste europäische Internetzeitschrift für Rechtsgeschichte. 2021년 10월 28일에 원본 문서에서 보존된 문서. 2021년 2월 18일에 확인함.
- Prince, John D. (1904). 《Review: The Code of Hammurabi》. 《미국 신학 저널》 8. 601–609쪽. doi:10.1086/478479. JSTOR 3153895.
- Richardson, Mervyn E. R. (2004). 《Hammurabi's Laws: Text, Translation and Glossary》. 런던: T. & T. 클라크. ISBN 9780567081582. 2021년 10월 28일에 원본 문서에서 보존된 문서. 2021년 2월 18일에 확인함.
- Rositani, Annunziata (2017). 《Work and Wages in the Code of Hammurabi》. 《Egitto e Vicino Oriente》 40. 47–72쪽. JSTOR 26490822. 2021년 10월 30일에 원본 문서에서 보존된 문서. 2021년 2월 18일에 확인함.
- Roth, Martha T. (1995a). 《Law Collections from Mesopotamia and Asia Minor》. 조지아주 애틀랜타: 성서학회. ISBN 9780788501043. 2022년 10월 5일에 원본 문서에서 보존된 문서. 2021년 2월 18일에 확인함.
- Roth, Martha T. (1995b). 《Mesopotamian Legal Traditions and the Laws of Hammurabi》. 《Chicago-Kent Law Review》 71. 13–39쪽. 2021년 6월 24일에 원본 문서에서 보존된 문서. 2021년 2월 18일에 확인함.
- Roth, Martha (2001). 《Reading Mesopotamian Law Cases PBS 5 100: A Question of Filiation》 (PDF). 《Journal of the Economic and Social History of the Orient》 44. 243–292쪽. doi:10.1163/156852001320123092. JSTOR 3632353.
- Saggs, Henry W. F. (1965). 《Everyday Life in Babylonia and Assyria》 (PDF). Illustrated by Helen N. Fairfield. 런던: B. T. 배츠포드. ISBN 978-0713416640. 2005년 1월 30일에 원본 문서 (PDF)에서 보존된 문서.
- Sampey, John R. (1904a). 《The Code of Hammurabi and the Laws of Moses. I》. 《Baptist Review and Expositor》 1. 97–107쪽. doi:10.1177/003463730400100109. S2CID 201274574. 2021년 10월 27일에 원본 문서에서 보존된 문서. 2021년 2월 18일에 확인함.
- Sampey, John R. (1904b). 《The Code of Hammurabi and the Laws of Moses. II》. 《Baptist Review and Expositor》 1. 233–243쪽. doi:10.1177/003463730400100207. S2CID 220709977. 2021년 10월 27일에 원본 문서에서 보존된 문서. 2021년 2월 18일에 확인함.
- Scheil, Jean-Vincent (1902). 《Mémoires de la Délégation en Perse》. 4: Textes élamites-sémitiques. 파리: 어니스트 레루. ISBN 9780483463967.
- Slanski, Kathryn E. (2012). 《The Law of Hammurabi and its Audience》. 《Yale Journal of Law and the Humanities》 24. 97–110쪽. 2023년 3월 7일에 원본 문서에서 보존된 문서. 2021년 5월 19일에 확인함.
- Souvay, Charles (1910). 〈Hammurabi〉. 《가톨릭 백과사전》. 뉴욕: 로버트 애플턴 컴퍼니. 2021년 1월 25일에 원본 문서에서 보존된 문서. 2021년 2월 18일에 확인함.
- Thomas, David W. (1958). 《Documents from Old Testament Times》. 에든버러: 토마스 넬슨 앤 선스. ISBN 9780061300851.
- Van Buren, E. Douglas (1943). 《Concerning the Horned Cap of the Mesopotamian Gods》 (PDF). 《Orientalia》. NOVA 12. 318–327쪽. JSTOR 43582782. 2021년 8월 7일에 원본 문서 (PDF)에서 보존된 문서.
- [[마르크 반 데 미에룹|Van De Mieroop, Marc]] (2005).  Van De Mieroop, Marc, 편집. 《King Hammurabi of Babylon: A Biography》. Blackwell Ancient Lives. 옥스퍼드: 와일리-블랙웰. doi:10.1002/9780470696095. ISBN 9781405126595. 2023년 5월 12일에 원본 문서에서 보존된 문서. 2021년 2월 18일에 확인함. |author-link1= 값 확인 필요 (도움말)
- [[마르크 반 데 미에룹|Van De Mieroop, Marc]] (2007). 《A History of the Ancient Near East ca. 3000 – 323 BC》 2판. 옥스퍼드: 와일리-블랙웰. ISBN 9781405149105. |author-link1= 값 확인 필요 (도움말)
- [[마르크 반 데 미에룹|Van De Mieroop, Marc]] (2016). 《Philosophy before the Greeks: The Pursuit of Truth in Ancient Babylonia》. 뉴저지주 프린스턴: 프린스턴 대학교 출판부. ISBN 9780691176352. JSTOR j.ctt1h4mhtb. 2021년 5월 11일에 원본 문서에서 보존된 문서. 2021년 2월 18일에 확인함. |author-link1= 값 확인 필요 (도움말)
- von Soden, Wolfram (1936). 《Leistung und Grenze sumerischer und babylonischer Wissenschaft》. 《Die Welt Als Geschichte》 2. 411–505, 509–557쪽.
- von Soden, Wolfram, 편집. (1972). 《Akkadisches Handwörterbuch》 2. 비스바덴: 하러조비츠 출판사. ISBN 9783447014717.
- von Soden, Wolfram (1994). 《The Ancient Orient: An Introduction to the Study of the Ancient Near East》. 번역 Schley, Donald G. 미시간주 그랜드 래피즈: 에르드만스. ISBN 9780802801425.
- [[H. G. 웰스|Wells, Herbert G.]] (1920). 《The Outline of History》 1. 뉴욕: 맥밀런 컴퍼니. OCLC 867104710. 2022년 5월 21일에 원본 문서에서 보존된 문서. 2021년 4월 6일에 확인함. |author-link1= 값 확인 필요 (도움말)
- [[레이먼드 웨스트브룩|Westbrook, Raymond]] (2003). 〈Introduction: The Character of Ancient Near Eastern Law〉.   [[레이먼드 웨스트브룩|Westbrook, Raymond]]. 《A History of Ancient Near Eastern Law (2 Volumes): Volumes 1 and 2》. 레이던: 브릴 (출판사). ISBN 9004129952. |author-link1= 값 확인 필요 (도움말); |editor-link1= 값 확인 필요 (도움말)
- Winckler, Hugo (1902). 《Die Gesetze Hammurabis, Königs von Babylon um 2250 v. Chr.》. 라이프치히: J. C. 힌리히스. ISBN 0274823098.
- Wohl, Howard (1968). 《Towards a definition of muškênum》. 《Journal of Ancient Near Eastern Studies》 1. 5–10쪽. 2021년 9월 19일에 원본 문서에서 보존된 문서. 2021년 2월 18일에 확인함.
- Wright, David P. (2009). 《Inventing God's Law: How the Covenant Code of the Bible Used and Revised the Laws of Hammurabi》. 옥스퍼드: 옥스퍼드 대학교 출판부. ISBN 9780195304756. 2023년 3월 7일에 원본 문서에서 보존된 문서. 2021년 2월 18일에 확인함.
- Yaron, Reuven (2013). 《Review: Martha T. Roth, Law Collections from Mesopotamia and Asia Minor, with a contribution by Harry A. Hoffner Jr., hg. von Piotr Michalowski, 2. Aufl》. 《Zeitschrift der Savigny-Stiftung für Rechtsgeschichte: Romanistische Abteilung》 116. 580–582쪽. doi:10.7767/zrgra.1999.116.1.580. S2CID 163878444. 2021년 5월 5일에 원본 문서에서 보존된 문서. 2021년 5월 6일에 확인함.
- Ziolkowski, Theodore (2012). 《Gilgamesh Among Us: Modern Encounters with the Ancient Epic》. 뉴욕주 이타카: 코넬 대학교 출판부. ISBN 9780801450358.

### 웹사이트
- 미국 국회의사당 건물관리국 (n.d.). “Hammurabi, Relief Portrait”. 《aoc.gov》. 미국 국회의사당 건물관리국. 2021년 2월 16일에 원본 문서에서 보존된 문서. 2021년 2월 17일에 확인함.
- 쐐기 문자 디지털 도서관 이니셔티브 (2019년 12월 10일). “RIME 4.03.06.add21 (Laws of Hammurapi) composite”. 《cdli.ucla.edu》. 2021년 1월 8일에 원본 문서에서 보존된 문서. 2021년 3월 15일에 확인함.
- 코르반 대학교 (n.d.). “Prewitt-Allen Archaeological Museum”. 《corban.edu》. 코르반 대학교. 2021년 2월 11일에 원본 문서에서 보존된 문서. 2021년 2월 16일에 확인함.
- 함무라비 인권 기구 (n.d.). “Organization Definition”. 《hhro.org》. 함무라비 인권 기구. 2021년 2월 27일에 원본 문서에서 보존된 문서. 2021년 3월 20일에 확인함.
- 국제사법재판소 (2014년 4월 29일). “Unveiling of a stele bearing the Law Code of Hammurabi at the seat of the International Court of Justice” (PDF) (보도 자료). 국제사법재판소. 2021년 8월 7일에 원본 문서 (PDF)에서 보존된 문서. 2021년 2월 16일에 확인함.
- 루브르 박물관 (n.d.). “Law Code of Hammurabi, king of Babylon”. 《louvre.fr》. 루브르 박물관, 근동 유물 부서: 메소포타미아. 2020년 12월 5일에 원본 문서에서 보존된 문서. 2021년 2월 16일에 확인함.
- Majdfar, Ali (n.d.). “PERSIA the ANCIENT IRAN”. 《pbase.com/k_amj》. 2018년 9월 15일에 원본 문서에서 보존된 문서. 2021년 2월 16일에 확인함.
- 뮤직 앤 뉴 (2018). “Miss Hammurabi (Original Television Soundtrack)”. 애플 뮤직. 2023년 3월 7일에 원본 문서에서 보존된 문서. 2021년 3월 20일에 확인함.
- 뉴클리어 블라스트 (2020). “Titans of Creation”. 《music.apple.com》. 애플 뮤직. 2021년 5월 6일에 원본 문서에서 보존된 문서. 2021년 5월 6일에 확인함.
- 시카고 대학교 동양 연구소 (n.d.). “Stele (Cast)”. 《oi-db.uchicago.edu》. 시카고 대학교 동양 연구소. 2021년 9월 28일에 원본 문서에서 보존된 문서. 2021년 2월 16일에 확인함.
- 펜실베이니아 대학교 인류고고학 박물관 (n.d.). “Law Code of Hammurabi”. 《penn.museum》. 펜실베이니아 대학교 인류고고학 박물관. 2021년 3월 6일에 원본 문서에서 보존된 문서. 2021년 2월 16일에 확인함.
- Rattini, Kristin Baird (2019년 4월 22일). “Who was Hammurabi?”. 내셔널 지오그래픽 (잡지). 2020년 8월 12일에 원본 문서에서 보존된 문서. 2021년 2월 16일에 확인함.
- Renger, Johannes M. (2020년 3월 27일). 〈Hammurabi〉. 《브리태니커 백과사전》 online판. 2015년 6월 27일에 원본 문서에서 보존된 문서. 2021년 5월 6일에 확인함.
- Scharping, Nathaniel (2020년 12월 1일). “How the Ancient Code of Hammurabi Reveals a Society Both Similar and Alien to Ours”. 《discovermagazine.com》. 디스커버 매거진. 2021년 1월 25일에 원본 문서에서 보존된 문서. 2021년 2월 16일에 확인함.
- Schwartz, Amy E. (1993년 4월 15일). “The Louvre and the Lawgiver”. 《워싱턴 포스트》. 2023년 3월 7일에 원본 문서에서 보존된 문서. 2021년 2월 16일에 확인함.
- Stark, Julie; McNeill, Heather, 편집. (2016). 《Newsletter》 (PDF). 《kumc.edu》 (캔자스주 캔자스 시티: 캔자스 대학교 의료 센터). 2021년 8월 7일에 원본 문서 (PDF)에서 보존된 문서.
- 유엔 (n.d.). “Replica of The Codes of Hammurabi”. 《un.org》. 유엔. 2022년 4월 19일에 원본 문서에서 보존된 문서. 2021년 2월 16일에 확인함.
- 유엔 (1985년 8월 1일). “Gift of Iraq to the United Nations”. 《unmultimedia.org》. 유엔. 2021년 5월 10일에 원본 문서에서 보존된 문서. 2021년 2월 16일에 확인함.
- Waymarking (n.d.). “Code of Hammurabi – Pergamon Museum, Berlin, Germany”. 《waymarking.com》. 웨이마킹. 2021년 2월 8일에 원본 문서에서 보존된 문서. 2021년 2월 16일에 확인함.
- Mark, Joshua J. (2021년 6월 24일). “Code of Hammurabi”. 《월드 히스토리 엔사이클로피디아》. 2023년 5월 4일에 원본 문서에서 보존된 문서. 2023년 5월 4일에 확인함.